# Getafe

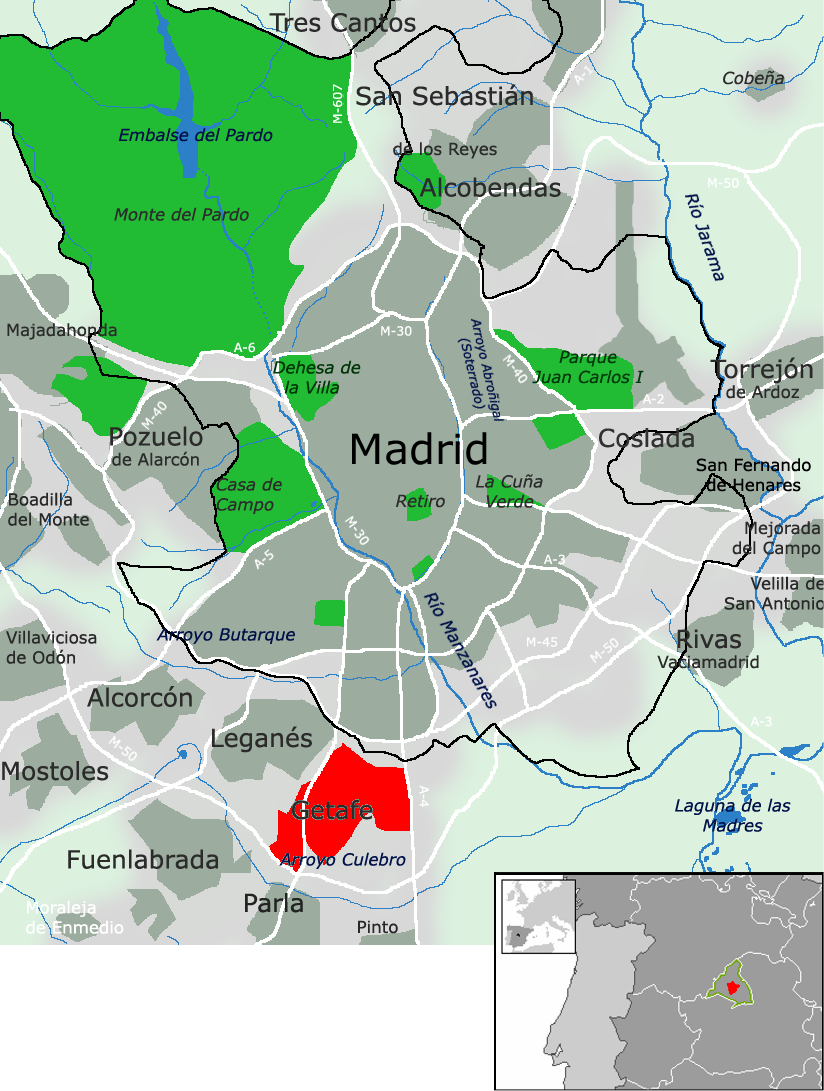
Emplaçament de Getafe dins de l'àrea metropolitana de Madrid.

Getafe és un municipi situat a la zona sud de la Comunitat de Madrid. És una de les ciutats més poblades i industrialitzades de l'àrea metropolitana de Madrid. La importància de Getafe també prové de la seva base aèria militar —una de les més antigues d'Espanya— del Cerro de los Ángeles, considerat el centre geogràfic de la península Ibèrica, i de la Universitat Carles III, el rectorat de la qual es troba a la ciutat.
La proximitat de Getafe amb Madrid ha propiciat un gran desenvolupament industrial durant el segle xx, com a resultat del qual la població ha augmentat fins als 159 300 habitants i ha esdevingut una ciutat dormitori. L'increment de població ha obligat a construir nombroses vies d'accés, ha fet ampliar l'oferta de serveis públics i ha impulsat la creació de nous barris durant el segle xx.
La ciutat està situada a 13 km al sud del centre de Madrid, a la part sud de l'àrea metropolitana de Madrid, en una zona plana de la Meseta Central de la península Ibèrica; i a la conca del riu Manzanares.

## Etimologia
En l'edat mitjana, en l'actual terme municipal de Getafe convivien diversos llogarets, un dels més importants dels quals era Alarnes, situat molt a prop de l'actual centre urbà. El 1326, els pobladors d'aquests llogarets es van unir en un poble situat en el transcurs del camí reial que unia Madrid amb Toledo. Aquest nou poble va ser anomenat Xatafi, nom que venia de la paraula àrab Jata, que significa "una mica llarg". D'aquí s'ha deduït que Xatafi es referia al llarg carrer principal del poble, que era el camí reial mateix. Per tant, Xetafe significa "carrer llarg". A partir d'aquí, el nom va evolucionar passant per Xetafi, Jetafee, Jetaphe, Jetafe i, finalment, Getafe.

## Medi físic

### Ubicació

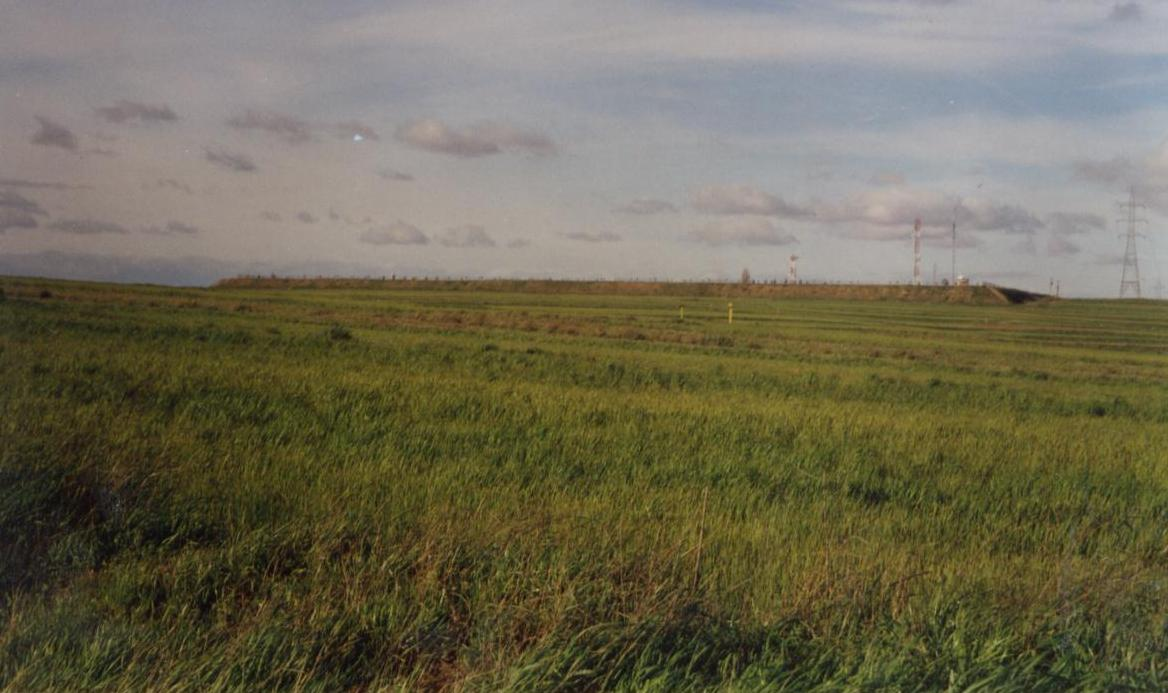
Cerro Buenavista, la major elevació del terme municipal, amb 704 metres. Al seu cim hi ha un dipòsit d'aigua del canal d'Isabel II

Getafe està situat a la zona sud de la Comunitat de Madrid, Espanya, al sud-oest d'Europa, al centre de la península Ibèrica, al nord de la Submeseta Sud (divisió de la Meseta Central), sobre la conca del riu Manzanares, i entre els 610 i 640 metres sobre el nivell del mar. Les seves coordenades són 40° 18′ N 3° 43′ O. El terme municipal de Getafe té una superfície de 78,74 km², un perímetre de 46,5 km i una forma allargada d'oest a est, amb una distància màxima en aquesta direcció de 16 km, i 7 km de nord a sud. La part més oriental del terme municipal es troba dintre del Parque Regional del Sudeste, i abastan les terrasses del riu Manzanares, una part del rierol Culebro i els turons de la Marañosa.

#### Distàncies
La situació cèntrica de Getafe dins la península Ibèrica fa que no disti més de 725,6 km de cap capital de província de l'Espanya peninsular. Aquestes són les distàncies a algunes ciutats, a les mars que banyen la costa espanyola i a les fronteres amb Portugal i França: 
| - Puerta del Sol de Madrid: 13 km - Toledo: 59 km (capital de província, a part de Madrid, més propera) - Girona: 725,6 km (capital de província més llunyana) - Centre de Leganés: 4,3 km - Fuenlabrada: 7,5 km - Parla: 8 km |  | - Mar Mediterrani (València): 348 km - Mar Cantàbric (Santander): 398 km - Oceà Atlàntic (Cadis): 640 km - Frontera amb Portugal: 402 km - Frontera amb França: 510 km |

### Relleu

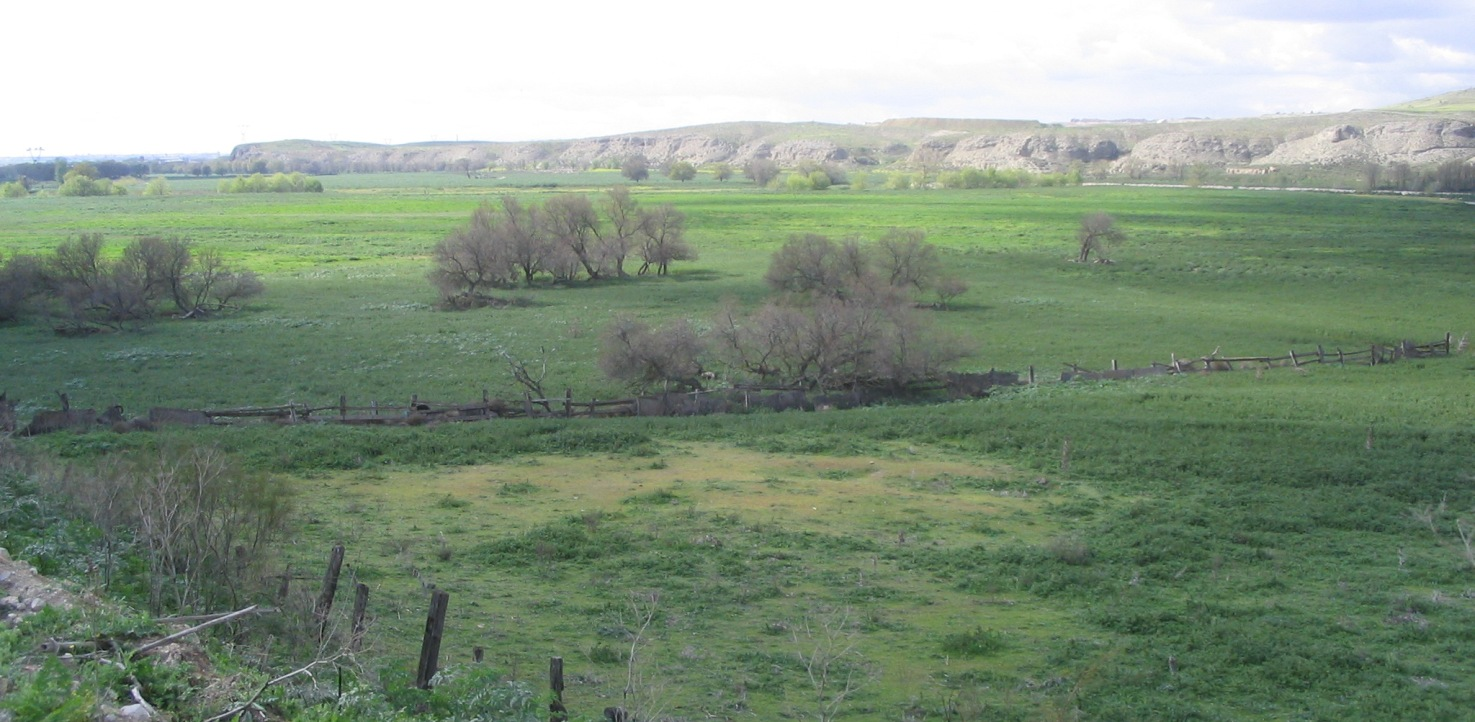
Part getafenca de la vega del Manzanares. És la zona més baixa del terme municipal (540 m)

El relleu del terme municipal de Getafe és bastant pla, amb una inclinació menor del 5% cap a l'est i amb una altura mitjana de 631 metres sobre el nivell del mar. L'altitud mínima es troba a l'extrem est, al riu Manzanares, amb 540 metres; mentre que la màxima elevació està al Cerro Buenavista, amb 704 metres, situat a l'extrem oest del terme municipal, ja en el límit amb Leganés. La zona més accidentada és la dels Cerros de la Marañosa, situats al sud-est, la màxima elevació dels quals és de 698 metres. Al centre del terme municipal hi ha el Cerro de los Ángeles (670 metres). El sòl de Getafe s'erosiona amb facilitat per l'acció de l'aigua i, per evitar-ho, hom ha plantat boscos de pins en els vessants de turons, com el de los Ángeles i el de la Marañosa.

### Hidrografia

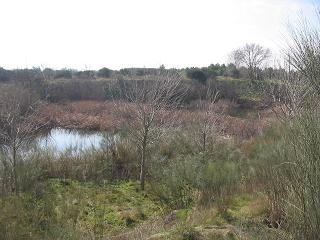
Llacunes de Perales. Aquestes quatre petites llacunes estan protegides perquè en queden poques d'aquesta mena

Per la part més oriental del terme municipal passen 9,5 km del riu Manzanares, per tota la zona sud transcorren 16,5 km del rierol Culebro, i al sud-est descendeixen 2 km del barranc de les Filipines des dels turons de la Marañosa. Hi ha dos canals artificials que transcorren per ambdós costats del riu Manzanares i paral·lels a aquest, la funció dels quals és nodrir cultius de regadiu propers al riu. A 2 km a l'est del Cerro de los Ángeles hom troba les llacunes de Perales, unes de les poques que queden en la zona. El rierol Culebro i el barranc de les Filipines duen un cabal escàs, nul en l'estació estival, mentre que el riu Manzanares duu aigua tot l'any. En general, el terme municipal de Getafe es troba dintre de la conca del riu Manzanares, llevat d'una petita part del sud-est, que pertany a la del riu Jarama.

### Límits
El terme municipal de Getafe limita amb els següents termes municipals: al nord amb Villaverde i Vallecas (districtes de Madrid), a l'est amb Rivas Vaciamadrid, al sud-est amb San Martín de la Vega, al sud amb Pinto, al sud-oest amb Fuenlabrada, i a l'oest amb Leganés.
| Nord-oest: Leganés    | Nord: Villaverde (Madrid) | Nord-est: Vallecas (Madrid)    |
| Oest: Leganés         | Getafe                    | Est: Rivas Vaciamadrid         |
| Sud-oest: Fuenlabrada | Sud: Pinto                | Sud-est: San Martín de la Vega |

### Clima

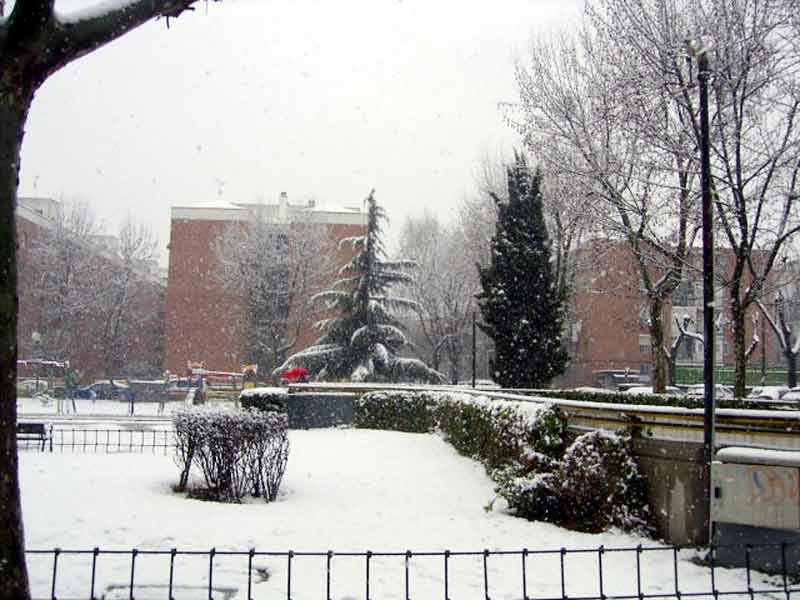
Parc de l'avinguda Reyes Católicos nevat

El clima de Getafe és mediterrani continentalitzat i està influït per les condicions urbanes. Els hiverns són frescos, amb temperatures inferiors als 8 °C, gelades nocturnes molt freqüents i nevades ocasionals (tres o quatre a l'any). Els estius són calorosos, amb temperatures mitjans superiors als 24 °C al juliol i agost, i amb màximes que moltes vegades arriben als 35 °C. La variació diària és aproximadament de 10 °C, però es veu reduïda per l'efecte antròpic causat per Madrid i el conjunt de ciutats properes.
Les precipitacions, encara que escasses, estan regularment distribuïdes al llarg de l'any, amb l'excepció dels mesos d'estiu, que són els més secs. El mes més plujós és novembre amb 56,48 mm, i el més sec juliol amb 8,21 mm. La mitjana de precipitacions anuals és de 445 mm. Un dels problemes del clima de Getafe és la contaminació, que es veu incrementada quan el vent bufa de component sud o sud-est, encara que aquesta pol·lució es reduïx notablement quan el vent bufa del nord. La temperatura mitjana anual és de 14 °C, la màxima històrica és de 41,6 °C (24 de juliol de 1994), i la mínima absoluta de -12 °C (5 de febrer de 1963). La humitat relativa mitjana és del 71%, la pressió atmosfèrica mitjana és de 1.015,8 hPa, la mitjana d'hores de sol a l'any és de 2.811, i el règim de vents més predominant és del NE, encara que aquest no sol ser intens.
Fenòmens adversos com huracans, inundacions, terratrèmols i tornats, no es donen mai a Getafe gràcies a les seves condicions climàtiques i geogràfiques. Un problema del clima de l'interior de la península Ibèrica és la sequera, que amenaça cada vegada que les precipitacions escassegen durant diversos mesos.
| 1948-1988           | gen | feb  | mar  | abr  | mai  | jun  | jul  | ago  | set  | oct  | nov  | des  | TOTAL | MITJANA |
| ------------------- | --- | ---- | ---- | ---- | ---- | ---- | ---- | ---- | ---- | ---- | ---- | ---- | ----- | ------- |
| Temp. màxima (°C)   | 9,9 | 11,6 | 15,2 | 18,3 | 22,9 | 27,8 | 32,5 | 31,2 | 26,8 | 20,4 | 13,9 | 10,0 |       | 20,0    |
| Temp. mínima (°C)   | 1,2 | 1,7  | 4,2  | 6,3  | 10,1 | 14,0 | 17,5 | 16,9 | 13,7 | 9,3  | 4,4  | 1,7  |       | 8,4     |
| Precipitacions (mm) | 40  | 49   | 47   | 50   | 42   | 27   | 6    | 15   | 33   | 37   | 52   | 47   | 445   | 37,08   |

### Flora i fauna

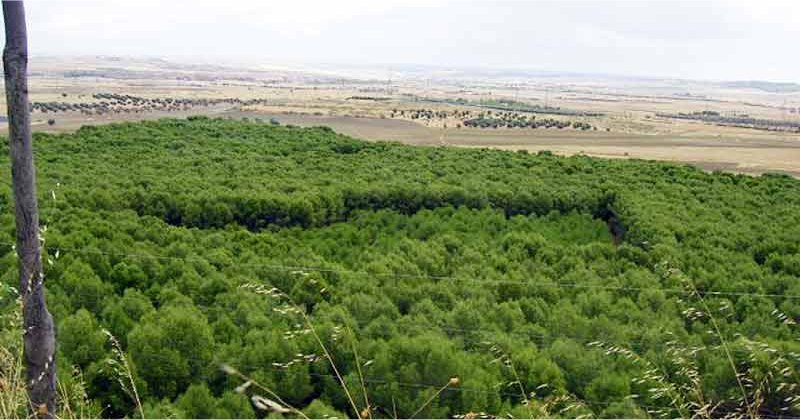
Vista des del Cerro de los Ángeles de la meitat est del terme municipal. A la imatge s'aprecia la pineda del turó, alguns oliverars i extensos camps de blat

La vegetació autòctona de Getafe és la característica del bosc mediterrani, compost per alzines i, en menor mesura, sureres. Pel que fa a les formacions arbustives, les espècies autòctones, però no abundants, són l'estepa i la ginesta. Aquest bosc i sotabosc autòcton només ocupa el 16% de la superfície del terme municipal, localitzat en els turons de la Marañosa i en la zona est. En les riberes del riu Manzanares i del rierol Culebro s'hi poden trobar arbres de fulla caduca i canyes.
La major part del sòl no urbanitzat correspon a conreus cerealístics (blat en la seva majoria), i en menor mesura de regadiu, amb hortes en la vega del riu Manzanares. Algunes zones han estat reforestades amb pins pinyoners i blancs, com és el cas del Cerro de los Ángeles, el Prado Acedinos, part dels turons de la Marañosa i part del parc del Sector III. Als parcs i carrers de la ciutat, els arbres més abundants són el plàtans, l'acàcia de tres puntes, l'om i el pi pinyoner. Amb menor presència, es poden trobar cedres, xiprers, pins blancs, pruneres, pollancres, avets i palmeres.
Quant a la fauna local, cal destacar la població important de certes aus petites que viuen a la ciutat mateixa com els pardals i els coloms. A la zona est del terme municipal es poden trobar aus de major grandària, conills, guineus, senglars i mosteles. A Perales del Río hi habita la major comunitat del món de xoriguer gros, una au de la família del falcó.

## Història
La història de Getafe es pot dividir en tres fases clarament marcades. En la primera etapa, que va des de la Prehistòria fins al 1326, diferents civilitzacions i llogarets van habitar el terme municipal, encara que Getafe no existia com a poble. En la segona, que començà en el segle xiv i acabà en el segle xx, Getafe es formà com a poble i es desenvolupà lentament amb diverses construccions. En la tercera fase, que començà en el segle xx, Getafe va passar de ser un poble agrícola a convertir-se en una gran ciutat industrial, amb un gran augment de l'activitat comercial i industrial, de la població, i de la superfície urbana. Tot seguit es desenvolupen aquestes tres fases.

### Orígens

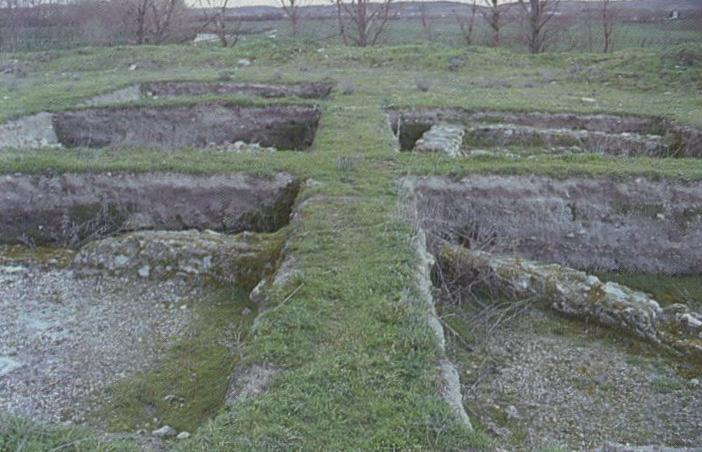
Restes de la vila romana de La Torrecilla

La presència humana a Getafe es remunta al Paleolític inferior (abans del 100.000 aC), en una terrassa del riu Manzanares, on s'han trobat diversos útils de pedra, atuells i braçalets. Del segle ii al segle iii hi van arribar els romans al territori municipal, amb la construcció de la vila romana de La Torrecilla, emplaçada a la ribera del Manzanares. Els visigots (segles vi i vii) hi van deixar la seva petjada amb una necròpoli propera a La Torrecilla.
En el segle viii, l'àrea on actualment es troba Getafe va ser envaïda pels musulmans, i el 1085, Alfons VI de Lleó conquerí els llogarets llavors situats a l'actual terme municipal. El 1326, els habitants d'Alarnes i d'altres llogarets es van traslladar a l'entorn del camí reial Madrid-Toledo, creant una concentració d'habitatges i naixent així Getafe. Per estructurar el nou poble, en aquest mateix segle s'hi va construir la primitiva ermita de la Magdalena, que més tard seria derruïda.

### Edat Moderna

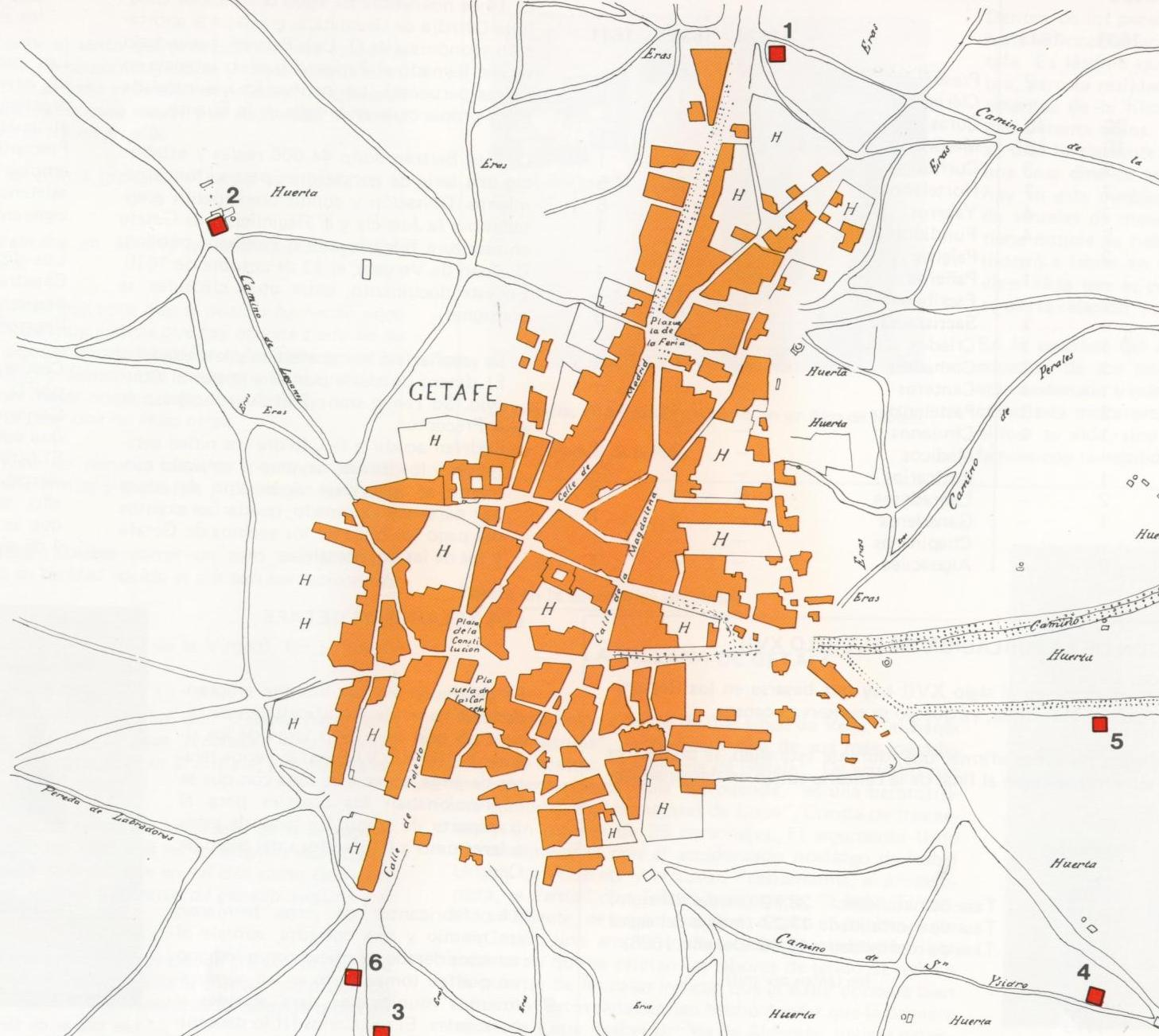
Mapa de Getafe en el

El 1492 la fam i la pesta van assolar Getafe i el 1529 s'hi va crear l'Hospitalillo de San José. El 1549, Alonso de Covarrubias va començar a construir l'església de Nuestra Señora de la Magdalena (l'actual catedral) sobre el solar de l'antiga ermita i el 1610 es va construir l'ermita de Nuestra Señora de los Ángeles al Cerro de los Ángeles. El 1737 es va fundar el col·legi de l'Escola Pia a Getafe, i en 1763, sota el regnat de Carles III d'Espanya, s'hi va construir el nou camí d'Aranjuez (l'última destinació del qual era Cadis) que passava pels peus dels vessants del Cerro de los Ángeles. Entre 1808 i 1812, les tropes napoleòniques van ocupar Getafe i el 1851 es va inaugurar el tram ferroviari Madrid-Aranjuez, que passava pel municipi.

### Segle XX i actualitat

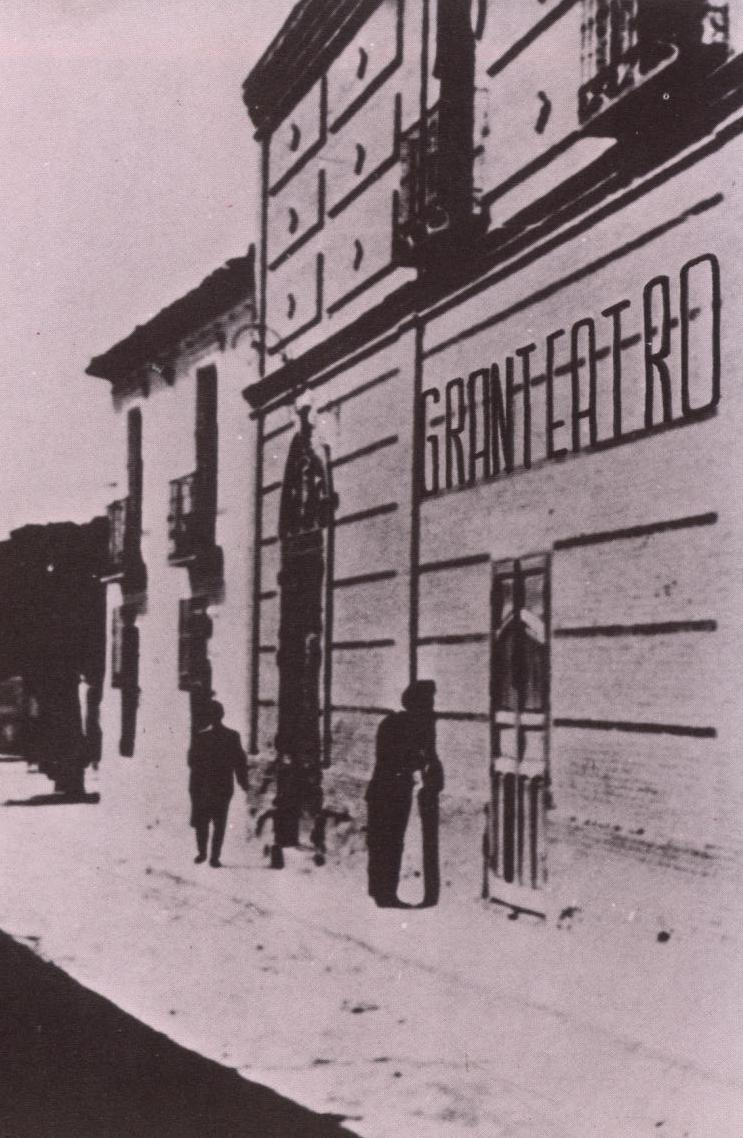
Gran Teatre de Getafe (finals del)

El 22 de desembre de 1897 es va inaugurar l'enllumenat públic a Getafe. El 1911 s'hi va establir amb caràcter permanent la base aèria, i dos anys després, es va crear l'Escola d'Aviació Civil. El 30 de maig de 1919 Alfons XIII d'Espanya va inaugurar el primer monument al Sagrat Cor al Cerro de los Ángeles i el 1924 l'empresa C.A.S.A. va instal·lar la seva factoria en el municipi. En aquest mateix any, a la base aèria, es realitzava el primer vol en l'autogir inventat per Juan de la Cierva.
La proximitat de Getafe amb Madrid va proporcionar un fort desenvolupament industrial a principis del segle xx, convertint el municipi en ciutat dormitori i provocant un ràpid creixement de la població a partir dels anys 1950. El 1956 es va instal·lar al municipi la fàbrica John Deere i un any després feia el mateix Siemens AC. A partir dels 70 es van crear nous barris com San Isidro, El Bercial, Juan de la Cierva i Las Margaritas, a conseqüència del fort augment de la població que experimentava la ciutat.
El 1961 el canal d'Isabel II va començar a abastir d'aigua el municipi i el 1979 es van fer les primeres eleccions democràtiques municipals, després de la Constitució de 1978. El 1988 van començar les obres de construcció de la Universitat Carles III. Entre 1979 i 1988 es va construir el barri del Sector III, a la fi dels anys 90 es va fer el mateix amb el barri de Getafe Norte i l'Arroyo Culebro. Actualment s'està ampliant el barri del Bercial. A l'abril de 2003 es va inaugurar la línia 12 del Metro de Madrid, unint així les ciutats del sud amb la capital.

### Història heràldica
L'escut de Getafe està dividit verticalment en dues parts iguals que representen les dues característiques més importants del municipi. A la meitat esquerra, al centre d'una creu llatina hi ha un cor que representa el Sagrat Cor de Jesús, i que fa referència al Cerro de los Ángeles. La meitat dreta té diversos avions petits i blancs que simbolitzen la tradició aeronàutica del municipi, fent referència a la seva base aèria. A la part superior, la corona reial espanyola presideix l'escut, com a símbol de la lleialtat del municipi a la monarquia espanyola.

## Demografia

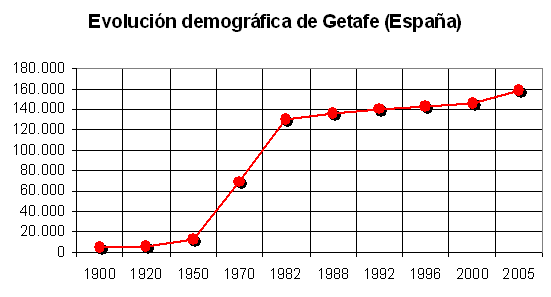
Gràfic de l'evolució demogràfica de Getafe durant els segles XX i XXI

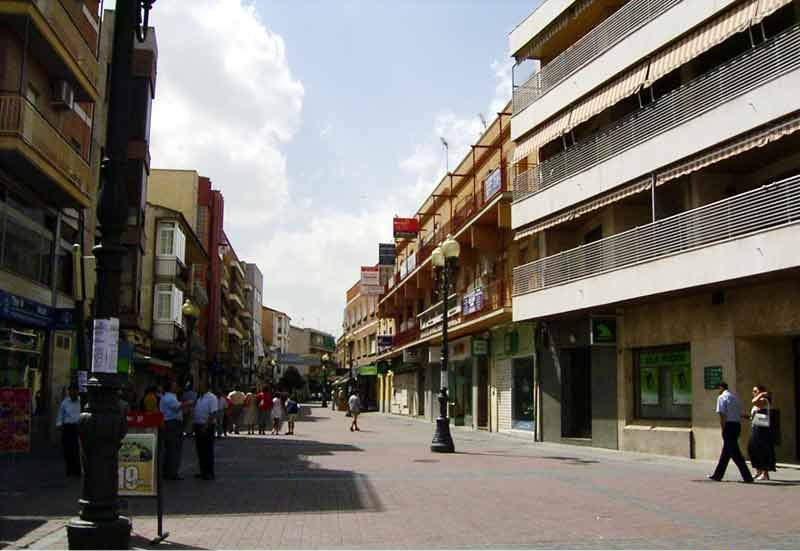
Zona pels vianants del carrer de Madrid, un dels carrers més comercials i cèntrics de la ciutat

La població de Getafe, xifrada en 159.300 habitants el 2006 segons l'INE, està distribuïda de manera desigual en els diferents barris que la formen: Sector III, San Isidro, Perales del Río, Las Margaritas, La Alhóndiga, Juan de la Cierva, Getafe Norte, El Bercial i Centro.
El barri que més habitatges té és el Centro, amb 12.574; seguit de Juan de la Cierva, amb 12.072. Mentre que Perales del Río, amb 1.815 i, El Bercial, amb 1.820, són els que menys; encara que aquests últims veuran incrementat el seu nombre considerablement amb els desenvolupaments urbanístics programats. Els barris més poblats són Juan de la Cierva, Centro i Sector III, amb 32.925, 32.160 i 24.217 habitants respectivament. En el municipi viuen 30.000 persones entre els 20 i els 40 anys, i 24 persones de 100 o més anys (de les quals 21 són dones i 3 són homes); en termes agregats, predominen les dones sobre els homes, sent aquestes 79.514 i els segons, 78.849.
La població estrangera augmenta any rere any a Getafe, i actualment se situa entorn del 9% respecte al total. Els immigrants que arriben a la ciutat procedeixen principalment d'Hispanoamèrica, Europa de l'est i Europa Occidental. La taxa de creixement anual constant se situa entre 0,01 i 3,00%, la taxa de natalitat està entre el 0,01 i el 8‰, la taxa de mortalitat entre el 4 i el 8‰, i el creixement vegetatiu del període que va de 1996 al 2002 és d'entre el 5 i el 10‰. L'índex de joventut és del 13%, l'índex d'envelliment del 12%, i l'edat mitjana dels habitants és menor de 22 anys. Quant a la religió, més del 85% dels habitants es consideren catòlics; prop del 20% són practicants que acudeixen setmanalment a un temple catòlic.
La població de Getafe ha experimentat un fort creixement al llarg de la segona meitat del segle xx. Durant tota l'edat mitjana i fins al 1900, la població rondava entre els 2.500 i els 6.000 habitants. El 1950 la població era de 12.254, el 1970 de 69.424, el 1977 de 124.601, i el 1988 de 136.162 habitants. Les dades demostren el fortíssim increment de població a partir de 1960 fins a l'actualitat. Avui dia, la població de la ciutat creix de manera contínua i moderada, a raó d'una mitjana de 1.700 persones per any. No obstant això, 2006 va ser el primer any des del segle xvii en què la població va descendir, concretament 2.043 persones respecte de l'any anterior. Actualment, Getafe és un clar exemple de ciutat dormitori, amb prop de la meitat de la població treballant a Madrid.
| 1690  | 1900  | 1920  | 1950   | 1970   | 1982    | 1988    | 1992    | 1996    | 2000    | 2007    |
| ----- | ----- | ----- | ------ | ------ | ------- | ------- | ------- | ------- | ------- | ------- |
| 6.120 | 4.444 | 5.336 | 12.254 | 69.424 | 130.181 | 136.162 | 140.341 | 143.153 | 146.310 | 159.300 |

Getafe ocupa el lloc 41 en l'ordre de ciutats més poblades d'Espanya, darrere de Salamanca i per davant de Logronyo. En la Comunitat de Madrid és la setena ciutat més poblada, darrere d'Alcorcón i davant de Torrejón de Ardoz. El gentilici de Getafe és getafenc i getafenca. Els codis postals de la ciutat són: 28901 - 28902 - 28903 - 28904 - 28905 - 28907 - 28909.

## Política i govern
| Legislatura | Nom                     |
| ----------- | ----------------------- |
| 1943-1964   | Juan Vergara Butragueño |
| 1964-1971   | Pedro Zarzo Calvo       |
| 1971-1971   | Juan Ángel Lozano Mula  |
| 1971-1973   | Félix Cervera Cifuentes |
| 1973-1974   | José Mingo Guerrero     |
| 1974-1979   | Ángel Arroyo Soberón    |

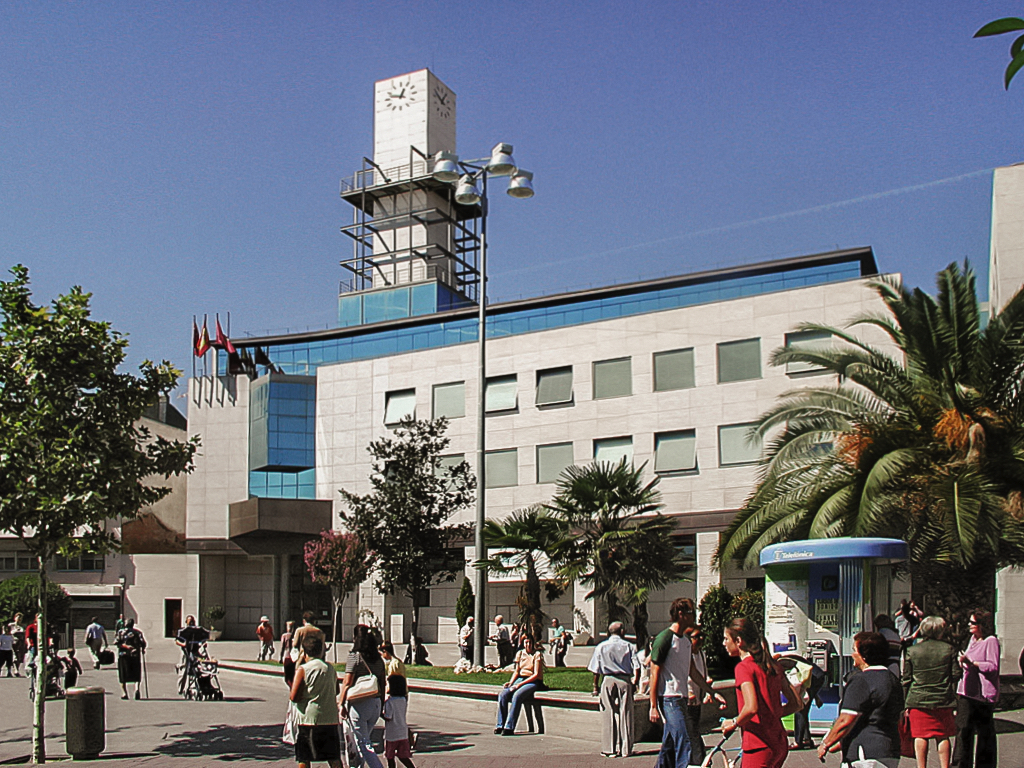
L'Ajuntament de Getafe

Actualment, l'alcalde del municipi és Pedro Castro Vázquez, del Partit Socialista Obrer Espanyol, que ocupa el càrrec des de 1983. Els partits polítics més rellevants en l'àmbit local, a més del PSOE, són el Partit Popular, l'actual president del qual és José Luis Moreno Torres, i Izquierda Unida. Getafe s'ha caracteritzat tradicionalment per posseir una població majoritàriament obrera i al llarg de la seva història, els partits polítics més influents han estat els de l'ala esquerra: sobretot, el PSOE.
En les eleccions municipals de 2007, aquest partit va obtenir tretze regidors (44,18% dels vots); mentre que el PP, onze (36,09%) i IU, tres (11,73%). Altres agrupacions polítiques no van assolir prou adhesió per accedir a la representació. Les eleccions municipals de Getafe es fan cada quatre anys, juntament amb les eleccions autonòmiques. Les pròximes eleccions al govern local es realitzaran en 2011.
La junta de govern està composta per nou regidors: set d'ells, del PSOE, i dos, d'IU. La Corporació Municipal està formada per vint-i-set membres, tretze del PSOE, onze del PP i tres d'IU. La junta està presidida per l'alcalde. L'Ajuntament de Getafe s'estructura (2007) en diferents àrees: d'hisenda, patrimoni i seguretat ciutadana; d'urbanisme; de funció pública, règim interior i cultura; de desenvolupament econòmic, formació i ocupació; social, participació ciutadana i drogodependències; d'acció ciutadana; i de gestió de les empreses municipals de neteja i medi ambient i del sòl i l'habitatge. L'ajuntament efectua plens ordinaris cada mes, encara que amb freqüència n'hi ha d'extraordinaris, amb la finalitat de debatre temes i problemes que afecten al municipi.
| Període     | Alcalde o alcaldessa      | Partit polític | Data de possessió | Observacions |
| ----------- | ------------------------- | -------------- | ----------------- | ------------ |
| 1979–1983   | Jesús Prieto de la Fuente | PSOE           | 19/04/1979        | --           |
| 1983–1987   | Pedro Castro Vázquez      | PSOE           | 28/05/1983        | --           |
| 1987–1991   | Pedro Castro Vázquez      | PSOE           | 30/06/1987        | --           |
| 1991–1995   | Pedro Castro Vázquez      | PSOE           | 15/06/1991        | --           |
| 1995–1999   | Pedro Castro Vázquez      | PSOE           | 17/06/1995        | --           |
| 1999–2003   | Pedro Castro Vázquez      | PSOE           | 03/07/1999        | --           |
| 2003–2007   | Pedro Castro Vázquez      | PSOE           | 14/06/2003        | --           |
| 2007–2011   | Pedro Castro Vázquez      | PSOE           | 16/06/2007        | --           |
| 2011–2015   | n/d                       | n/d            | 11/06/2011        | --           |
| 2015–2019   | n/d                       | n/d            | 13/06/2015        | --           |
| 2019-2023   | n/d                       | n/d            | 15/06/2019        | --           |
| Des de 2023 | n/d                       | n/d            | 17/06/2023        | --           |

Getafe és una de les ciutats més destacades en la lluita obrera a causa del gran nombre de persones que treballaven en la indústria local. Els sindicats més importants que hi ha al municipi són Comissions Obreres i Unió General de Treballadors. Ambdues formacions tenen una sucursal a Getafe i compten amb un gran nombre d'afiliats.

## Urbanisme

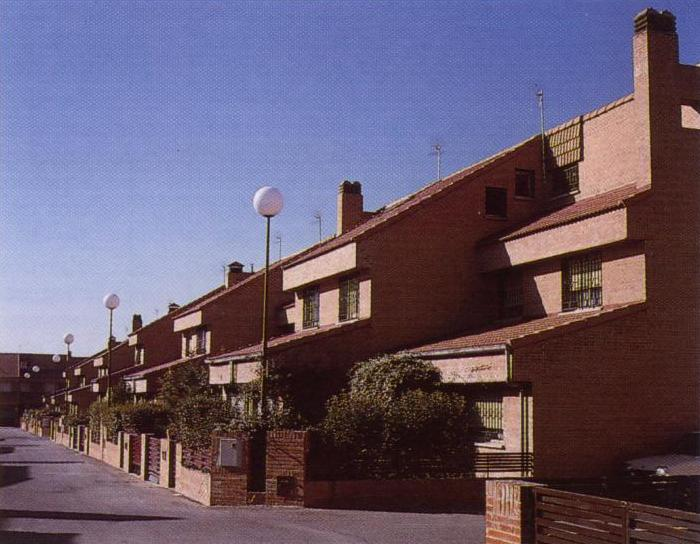
Xalets adossats al Sector III

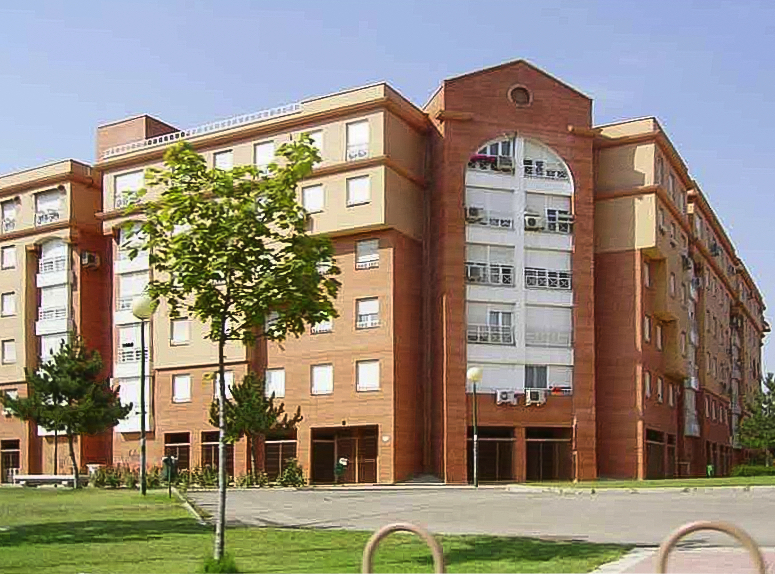
Modern edifici de Getafe Norte

L'espai urbà de Getafe s'organitza d'una manera gairebé longitudinal, de nord-est a sud-oest. Així, la forma allargada que té avui es deu principalment a la proximitat de la base aèria, que impedeix el seu creixement cap al sud-est. Els carrers més importants de la ciutat són el de Madrid i el de Toledo. Aquests dos, per vianants en la seva part més cèntrica, són avui on a l'edat mitjana hi havia el camí reial Madrid-Toledo. Getafe té altres carrers i avingudes importants que estructuren els seus barris, com són les avingudes d'España, de les Ciudades i la de Juan Carlos I o el carrer del Ferrocarril.
Els edificis d'arquitectura popular de Getafe es caracteritzen per tenir, generalment, dues plantes, una teulada de teules, diverses petites balconades en la segona planta i façana de maó descobert i de color suau, característiques pròpies de l'arquitectura castellana. Aquest tipus de cases es trobaven al barri Centro, però darrerament el seu nombre disminueix perquè, quan es buiden, sovint són enderrocades per bastir en el seu lloc un nou bloc de cases. Una característica especial de l'urbanisme de Getafe és que l'altura mitjana dels seus edificis és de cinc pisos o, cosa que és el mateix, uns 17 metres. Aquesta peculiaritat és deguda a la proximitat de la base aèria, i fa que Getafe sigui una ciutat d'edificis baixos, una cosa poc comuna en les ciutats de la zona sud de Madrid. D'aquesta forma, les edificacions de Getafe que superen les 8 plantes són escasses.
Malgrat els límits urbanístics imposats per la base aèria i els mateixos límits del terme municipal, la ciutat té una seguit d'espais verds amb una superfície important. Dos dels parcs més grans del municipi són els del Sector III i de La Alhóndiga, que es comuniquen. Aquestes zones verdes tenen un llac i un riu artificials, dues pinedes i nombrosos camins. Ocupen una superfície semblant a la del barri Centro i estan situats a l'oest del centre urbà, separats d'aquest per l'autovia de Toledo (A-42). Dintre de la ciutat hi ha una sèrie de parcs de diverses grandàries i característiques, que són el de Castilla-La Mancha, el de San Isidro, el de l'Escola Pia i el del Casar. Fora de la ciutat hi ha dues pinedes amb zona de pícnic, fonts i quioscs: el del Cerro de los Ángeles i el del Prado Acedinos.
Actualment s'hi estan portant a terme diverses ampliacions del sòl urbà, com ara la del barri del Bercial. Aquesta ampliació farà quadruplicar-ne la superfície i farà créixer la ciutat cap al nord-oest, unint El Bercial amb el nucli urbà. Així mateix, s'està ampliant cap a l'est el polígon industrial de Los Olivares, i Perales del Río està creixent cap a l'oest, la qual cosa està acostant aquests dos barris. A la zona sud, al costat de l'autovia M-50, s'està construint l'Àrea Tecnològica del Sud, una zona en la qual es crearan salons d'exposicions i espais per noves indústries.
L'ajuntament de Getafe té diversos projectes per ampliar el sòl urbà de la ciutat amb la finalitat d'engrandir-ne els barris. Un d'aquests projectes és l'ampliació del Sector III, en el qual es pretén construir habitatges als voltants del dipòsit del turó de Buenavista. Un d'altre és la creació del barri residencial de Los Molinos, situat a l'est de Getafe Norte i al nord del polígon de Los Ángeles. També s'està projectant la construcció de la Universitat Politècnica de Getafe, que constarà de tres facultats i d'un edifici central.

### Divisió administrativa

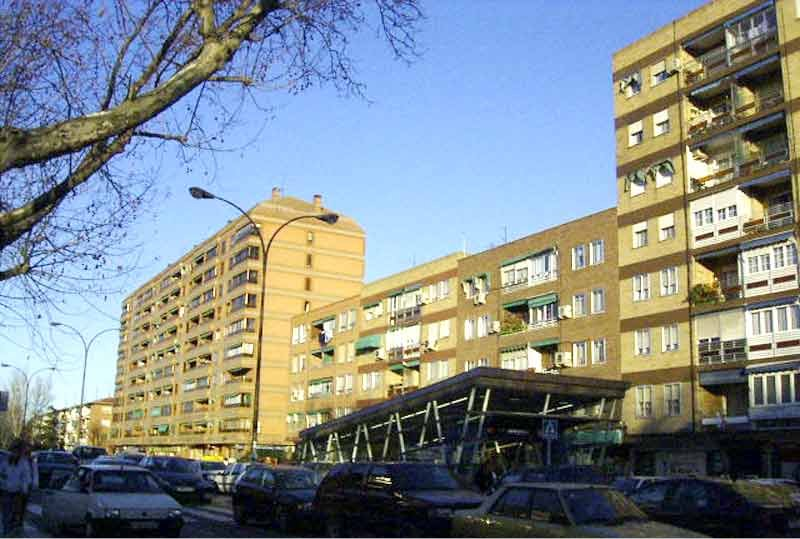
Avinguda d'España, amb l'estació de metro de Juan de la Cierva

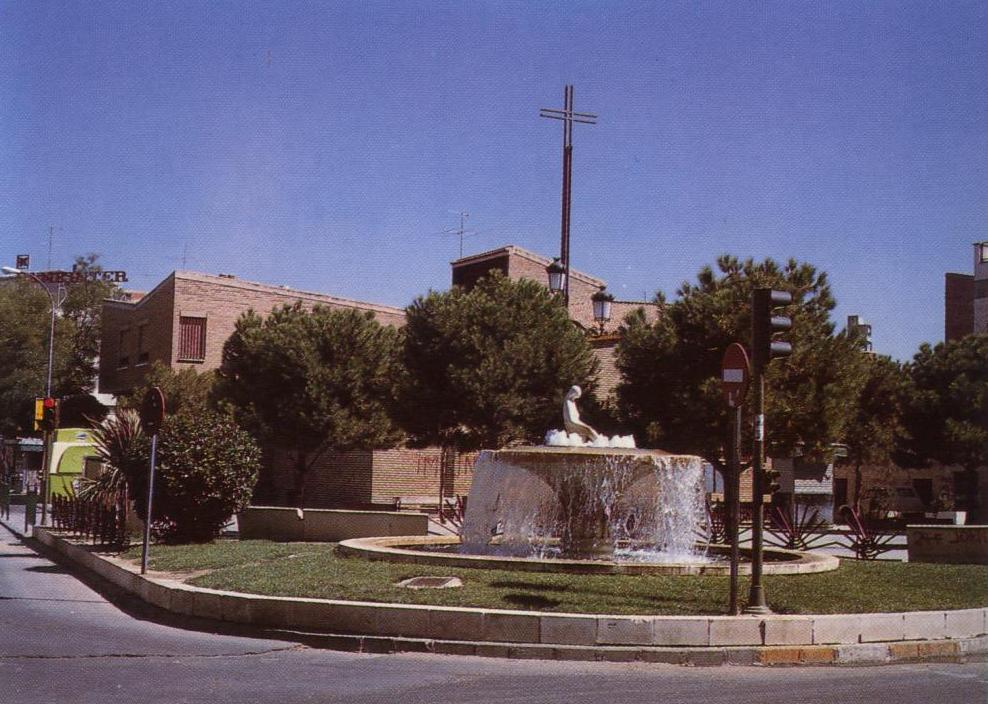
Cèntrica plaça de la Cibelina situada al barri Centro

Abans del segle xx, la ciutat tenia només un barri, que correspon al barri centre i La Alhóndiga. Perales del Río és també un dels barris més antics del municipi, ja que data aproximadament del segle xvii. A partir de la dècada dels 1960 el ràpid augment de la població va obligar a la creació de nous barris com els de San Isidro al sud, Juan de la Cierva a l'est, Las Margaritas al nord i El Bercial a l'oest. En els anys 1980 es va construir el Sector III en el sud-oest, es va ampliar Perales del Río, i en la dècada següent es va crear Getafe Norte. En l'actualitat, Getafe està dividit en nou barris i cinc polígons industrials, que a continuació s'enumeren: 
CentroEl barri Centro el més cèntric i antic del municipi. Conserva un ambient castís, tradicional i comercial. És el més poblat de Getafe i té un gran nombre de carrers pels vianants. S'hi troben l'ajuntament, la catedral, l'Escola Pia i El Hospitalillo de San José.
El BercialEl Bercial és un petit barri aïllat del nucli urbà i unit a un polígon industrial de Leganés. Data de la dècada dels 1970, i actualment s'està ampliant d'una forma notable.
Getafe NorteGetafe Norte, construït en la dècada dels 1990, és el barri més septentrional de la ciutat. S'hi troba l'estadi de futbol Coliseum Alfonso Pérez. Gran part d'aquest barri està constituït per xalets.
Juan de la CiervaJuan de la Cierva és un barri cèntric i comercial que rep el nom del famós enginyer. Data de la dècada dels 1970 i actualment és el segon més poblat de Getafe.
La AlhóndigaLa Alhóndiga és un dels barris més antics i castissos de Getafe. Està a l'oest del Centro, al costat de l'autovia A-42 i de l'Hospital Universitari de Getafe.
Las MargaritasLas Margaritas és un petit barri situat al costat de la Universitat Carles III i la residència d'estudiants. Data de la dècada dels 1970 i té un important poliesportiu.
Perales del RíoPerales del Río és el barri més allunyat del nucli urbà. Està situat al costat del riu Manzanares a l'extrem est del terme municipal. Encara que és un dels barris més antics del municipi, s'està engrandint actualment.
San IsidroSan Isidro està situat al sud del Centro, posseïx un important poliesportiu i grans zones verdes. Data de la dècada de 1970.
Sector IIIEl Sector III és un barri d'habitatges unifamiliars. És el més extens del municipi, i el tercer més poblat; es va construir en la dècada dels 1980 i es va ampliar amb el Rierol Culebro.
Polígons industrialsEls cinc polígons industrials estan repartits per les zones perifèriques de la ciutat. A la zona est de la ciutat s'hi troben els polígons de Los Ángeles, San Marcos i Los Olivos. A la zona sud del terme municipal està el del Culebro, i al costat del barri de Las Margaritas està el del Rosón.

### Monuments i llocs d'interès
Getafe té una sèrie de monuments i llocs d'interès que són un fidel reflex de la seva història. El lloc més famós i visitat de Getafe és el Cerro de los Ángeles, però hi ha altres llocs importants com són la Catedral de Nuestra Señora de La Magdalena i l'Hospitalillo de San José.
- Cerro de los Ángeles: El Cerro de los Ángeles és un famós turó situat en la zona de polígons industrials. La seva fama resideix que és considerat el centre geogràfic de la península Ibèrica. En el seu cim està l'ermita de Nuestra Senyora de los Ángeles i el monument al Sagrat Cor. El turó, gairebé sempre visible des de Getafe, s'eleva sobre els edificis fent de teló de fons.

- Catedral de Nuestra Señora de La Magdalena: La Catedral de Getafe és seu del bisbat de la zona sud de la Comunitat de Madrid. Aquest temple renaixentista data del segle xviii, té una torre mudèjar i un retaule barroc. L'any 1958 va ser declarada Monument Històric Artístic i és la seu de la diòcesi de Getafe.

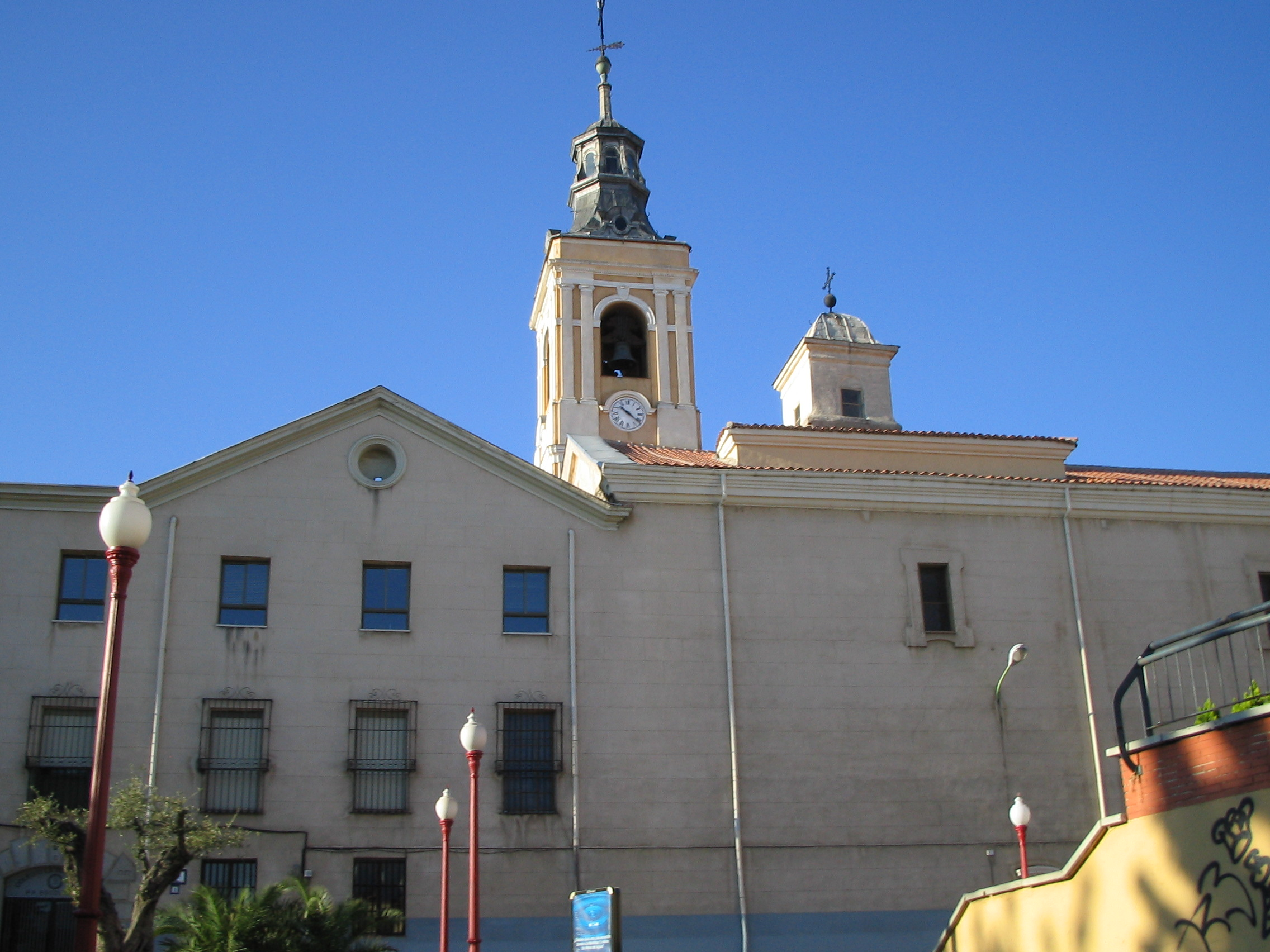
Escola Pia, un centre d'educació religiosa fundat el 1609

- Hospitalillo de San José: L'Hospitalillo de San José és un antic hospital construït, l'any 1529, per millorar la precària salut dels getafencs de llavors. Manté un estil molt castellà en el seu pati central porticat i en la seva petita capella.

- Col·legi de l'Escola Pia: El Col·legi de l'Escola Pia, construït en 1609, és l'escola religiosa més important de la zona sud de Madrid. Està en el centre de la ciutat i avui dia està molt sol·licitada. Dins del recinte de l'escola hi ha un petit poliesportiu i un frondós parc.

- Biblioteca Ricardo de la Vega: La biblioteca Ricardo de la Vega, antiga presó, es va construir l'any 1617. A partir de mitjans de segle xx es va convertir en biblioteca. És d'estil sobri i planta rectangular.

- Església dels Sants Just i Pastor: L'església dels Sants Just i Pastor data del segle xvi i està a Perales del Río. L'any 2004 es va reconstruir a causa del lamentable estat que presentava.

- Universitat Carles III de Madrid: La Universitat Carles III de Madrid té el seu rectorat i tres de les seves facultats a Getafe. Algunes d'aquestes s'emplacen en edificis que van fer de casernes a començament del segle xx.

## Infraestructures

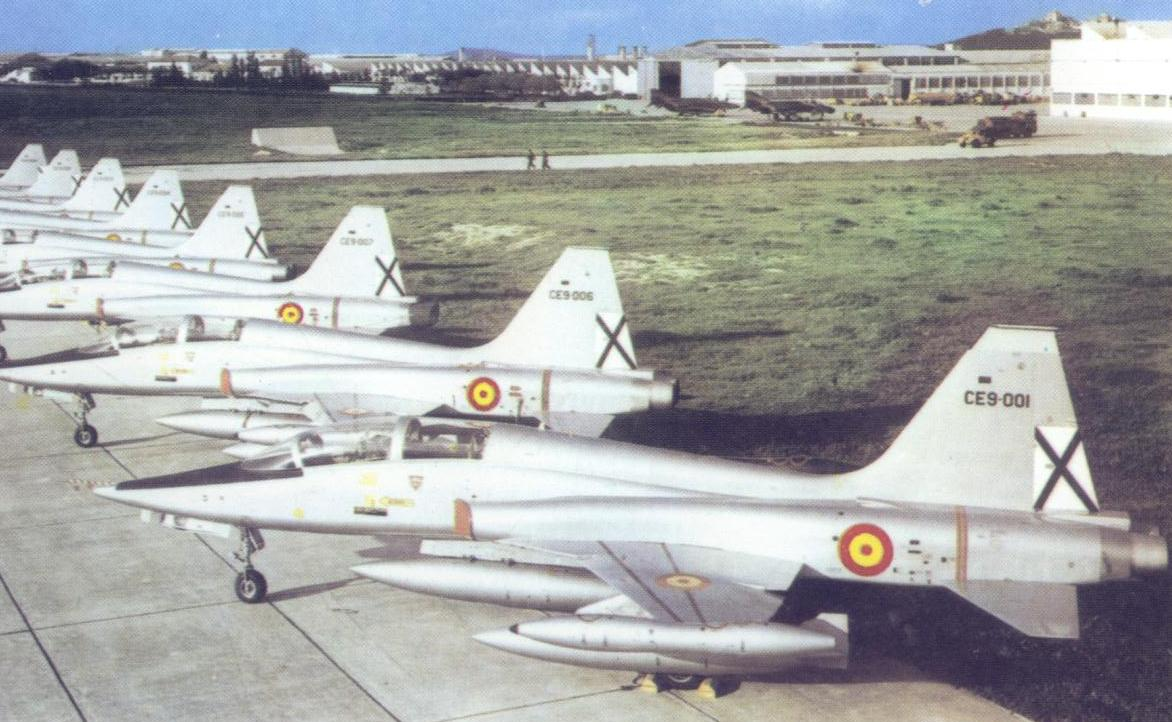
Avions a la Base Aèria de Getafe

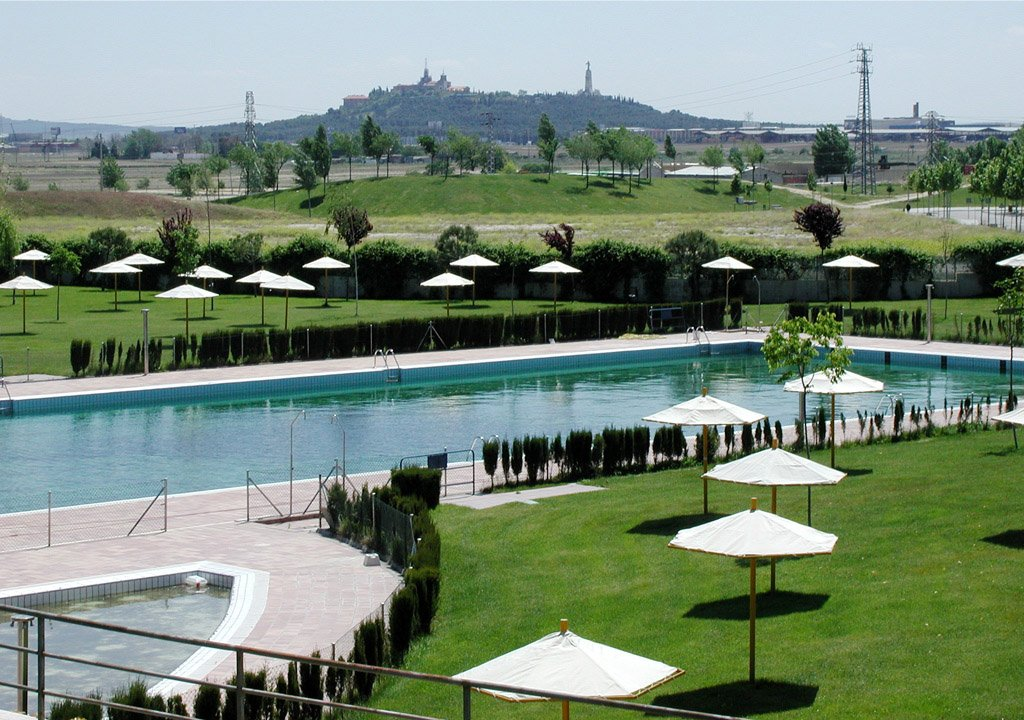
Piscina municipal de Getafe Norte. El Cerro de los Ángeles al fons

Aquesta ciutat ha crescut molt en les últimes dècades, induint a un increment anàleg en el nombre d'infraestructures. Algunes d'aquestes són les següents: 
- Les facultats d'Humanitats, Ciències Jurídiques, i el rectorat de la Universidad Carlos III de Madrid. Les instal·lacions estan al cèntric barri de Las Margaritas.
- La residència d'estudiants Fernando de los Ríos, situada a 500 metres de la universitat del mateix barri.
- L'Hospital Universitari de Getafe, famós per la seva unitat de cremats. Està al costat de l'autovia A-42, al km 12 i és un dels més grans de la zona sud de Madrid.
- La Base Aèria de Getafe, famosa per ser una de les primeres d'Espanya. Està situada al sud-est del centre urbà i el seu ús és gairebé exclusivament militar, encara que la fàbrica de Construccions Aeronàutiques SA també en fa ús.
- El teatre Federico García Lorca, un gran centre cultural situat al barri Centro. Es va construir en la dècada dels 1990 i actualment és la seu d'una gran quantitat d'actes culturals.
- El Coliseum Alfonso Pérez, estadi del Getafe Club de Futbol. És a Getafe Norte; es va inaugurar el 1998 i té una capacitat de 14.400 persones.
- El Conservatori Professional de Música de Getafe, situat al Sector III. És l'únic conservatori públic de la zona sud de Madrid.
- La línia de tren de Rodalies C-4 al seu pas pel centre de Getafe està enterrada des del 2001 per evitar divisions i sorolls (si bé no s'han evitat les vibracions als edificis confrontants) i crear així un parc al seu antic traçat.
- El cementiri de Nuestra Señora de la Soledad, situat al sud de la base aèria, és el principal cementiri de la ciutat i va ser inaugurat el 1974. Anterior a aquest, hi havia el "cementiri vell", que va quedar en desús amb la construcció del nou.
- Al costat de Perales del Río hi ha una depuradora que tracta les aigües del riu Manzanares al seu pas pel terme municipal, igual que la depuradora del rierol Culebro, situada al sud de Getafe.
- La plaça de bous, construïda el 2004 i localitzada al costat del recinte firal. Acull corregudes en les festes locals.
- Els nombrosos poliesportius, les tres piscines municipals, els centres cívics i biblioteques repartides pel municipi són altres infraestructures que es descriuen en la seva secció.

### Educació

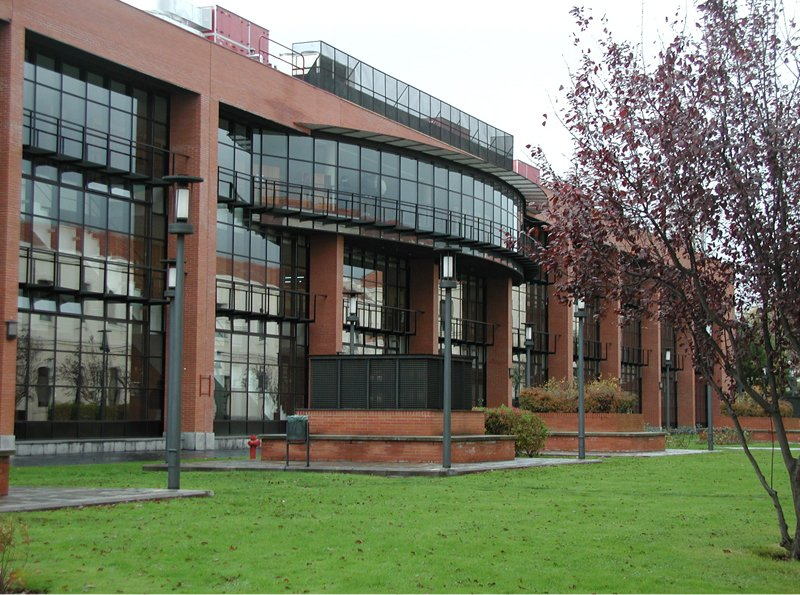
Universitat Carles III

L'oferta educativa pública de Getafe comprèn sis col·legis d'educació infantil (fins a 5 anys), 23 col·legis d'ensenyament infantil i primari (fins a 12 anys) i catorze instituts d'educació secundària. Les escoles privades no són molt nombroses, i en destaquen l'Escola Pia, d'educació religiosa, i Los Aristos, que té un club esportiu i piscina coberta. En la ciutat hi ha també diversos centres de formació professional de primer i segon cicle. Finalment, el rectorat de la Universitat Carles III té la seu a Getafe al costat de tres de les seves facultats d'humanitats i ciències jurídiques. A tocar de la universitat està la residència d'estudiants Fernando de los Ríos. El percentatge de persones majors de 16 anys amb títol universitari és del 14% i la taxa d'analfabetisme és del 12%.

### Sanitat
Getafe té un bon servei sanitari, tant públic com privat. A la ciutat hi ha onze centres de salut públics repartits entre els barris de Juan de la Cierva, Las Margaritas, La Alhóndiga, Getafe Norte, Sector III, El Bercial i Perales del Río. L'Hospital Universitari de Getafe, inaugurat a principis dels anys 1990, és el principal centre de salut de la població. Aquest centre hospitalari, situat al costat del barri de La Alhóndiga, és famós a tot Espanya per la seva unitat de cremades. Al costat del Prado Acedinos, a 5 km al sud del centre urbà, està la Apanid, una residència per persones amb síndrome de Down. Aquest centre és l'únic en tota la zona sud de la Comunitat de Madrid.

### Esport

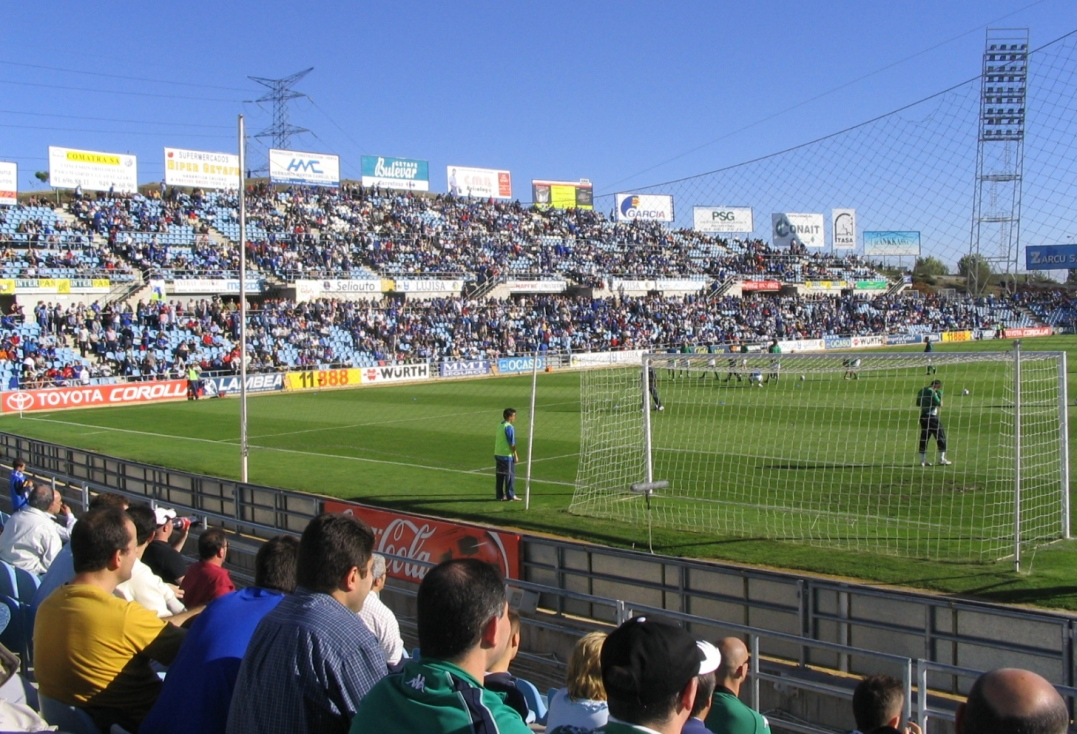
Coliseum Alfonso Pérez, estadi del Getafe CF

L'esport estrella a Getafe és el futbol. L'equip local de futbol és el Getafe Club de Futbol, amb l'estadi de futbol Coliseum Alfonso Pérez, amb una capacitat per 14.400 espectadors. El 19 de juny del 2004 l'equip assolí l'ascens a la primera divisió, fet que va mobilitzar la localitat i ha fet que es construeixi una ciutat esportiva situada al costat de la piscina municipal de Getafe Norte.
També són populars el bàsquet, el tennis, el ciclisme i els esports de motor, amb una gran afició entre els ciutadans. Cada mes de juny, durant les festes locals, se celebra el "dia de la bicicleta", jornada en la qual desenes de milers de getafencs treuen les seves bicicletes al carrer per fer una ruta per la ciutat sense finalitats competitives. Un altre esdeveniment esportiu important és la "Media Maratón Villa de Getafe", que té lloc cada gener amb gran afluència d'atletes.
La ciutat té set poliesportius repartits pels diferents barris, però els més grans i importants són els de San Isidro i de Las Margaritas. Getafe té, a més, tres piscines municipals, que són la del Sector III, la de Getafe Norte i la de Perales del Río.

### Religió

Localització i extensió de la diòcesi de Getafe

La diòcesi de Getafe és una de les més noves d'Espanya. Va ser erigida canònicament pel papa Joan Pau II el dia 23 de juliol de 1991, el mateix dia de la creació de la nova diòcesi d'Alcalá d'Henares. Ambdues van ser desmembrades de l'Arxidiòcesi de Madrid-Alcalá, de la qual són diòcesis sufragànies. La creació d'aquestes dues noves diòcesis es va donar gràcies al gran creixement demogràfic de l'Arxidiòcesi de Madrid que, a principis dels anys 90, arribava ja als 5 milions d'habitants, dels quals al voltant del 90% es consideren catòlics.
El territori diocesà de Getafe abasta tota la zona sud de la Comunitat de Madrid, ocupant una extensió de 2.295 km², amb una població d'1.122.601 habitants, distribuïts en 115 parròquies. La Catedral de Getafe és l'església de La Magdalena, consagrada catedral el 23 de juliol de 1995. La patrona de la diòcesi és la Mare de Déu dels Àngels, la devoció de la qual està unida, segons diu la tradició, al seu santuari en el Cerro de los Ángeles, al costat del camí que es dirigeix des de Madrid al sud de la península. La diòcesi té un Seminari Diocesà, denominat "Nuestra Señora de los Apóstoles", que està situat al Cerro de los Ángeles, sobre l'autovia del Sud, en el quilòmetre 13.
El primer bisbe de Getafe va ser Monsenyor Francisco-José Pérez i Fernández Golfín, nomenat pel càrrec el 23 de juliol del 1991; va morir el 24 de febrer del 2004. L'actual bisbe és Monsenyor Joaquín María López de Andújar i Cánovas del Castillo, nomenat en el càrrec el 29 d'octubre del 2004, i com a bisbe auxiliar, des del 6 de juliol de 2012, oficia Monsenyor josé Rico Pavés.

### Mitjans de comunicació
El municipi compta amb diversos periòdics locals com ara El Buzón, mitjà de comunicació que també té una edició digital, El Buzón de Getafe, Observador, Acción Getafense, Vivir en Getafe, Getafe Ahora, el setmanari esportiu Zona Sur(també amb edició digital: Zona Sur Deportivo), el Butlletí de l'Ajuntament, Getafe al día, Getafe Capital y Mercado, entre d'altres. L'emissora local Ràdio Getafe va desaparèixer, absorbida per Cadena COPE (101.8 FM). La ciutat va comptar durant els anys 1990 amb una emissora de televisió anomenada Tele Getafe. Altres mitjans únicament digitals són Capital del sur i Getafe Digital.

### Transports

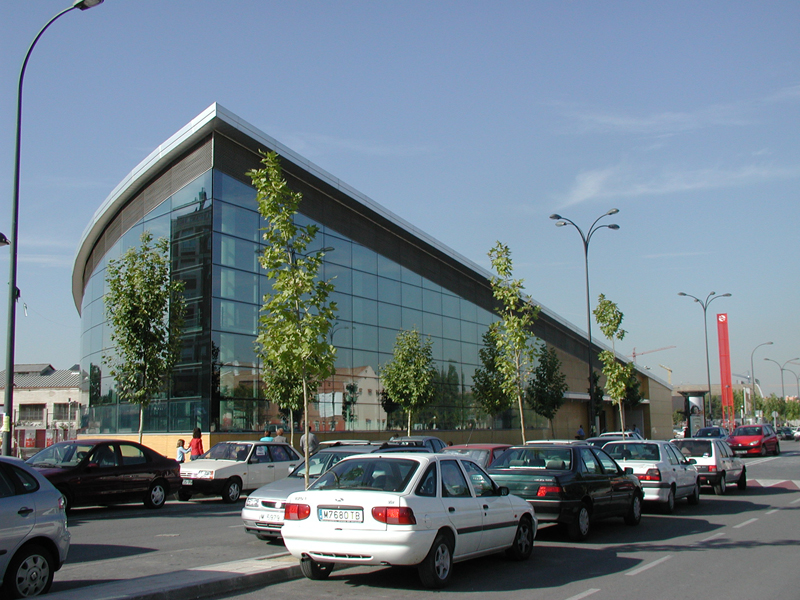
Estació de tren i metro de Getafe Central

Getafe té mitjans de transport propis d'una gran ciutat, com són les autopistes i autovies, parades de taxi, autobusos, trens i metro.

#### Aeroport
La Base Aèria de Getafe és d'ús exclusivament militar. Així i tot, el centre urbà de Getafe està a 26 km de l'Aeroport Internacional de Barajas al que s'arriba per l'autopista M-40.

#### Xarxa viària
Quatre autopistes i autovies passen per Getafe, dues radials (A-42 i A-4), i dues de circumval·lació a Madrid (M-45 i M-50). Una altra carretera de dos carrils per sentit comunica Getafe amb Leganés, i dues carreteres provincials comuniquen Perales del Río. A continuació s'enumeren: 
Autopistes
- M-45, autovia de circumval·lació de Madrid. 4 km d'aquesta autovia estan dintre del terme municipal, travessant-lo d'oest a est. La carretera fa de límit nord dels barris El Bercial i Getafe Norte.

- M-50, autovia de circumval·lació de Madrid. Per Getafe transcorren 13,6 km d'aquesta via i travessa el terme municipal d'oest a est. L'autovia fa de límit sud del Sector III, de límit nord del polígon industrial El Culebro i travessa Perales del Río.

Autovies
- A-4, l'Autovia del Sud, coneguda abans com a N-IV. Per Getafe transcorren 7,25 km d'aquesta via i travessa el terme municipal de nord a sud. La carretera separa els polígons industrials de Los Ángeles i San Marcos, amb el polígon de Los Olivos i el Cerro de los Ángeles.

- A-42, Autovia de Toledo, coneguda abans com a N-401. Pel municipi transcorren 6,13 km d'aquesta carretera i travessa el terme municipal de nord a sud. L'autovia separa als barris del Bercial i Sector III del centre urbà. Per evitar aquesta divisió, l'ajuntament ha fet un projecte per enterrar aquesta autovia al seu pas per Getafe.

Altres carreteres
- M-406, carretera amb dos carrils per sentit. Passa per Alcorcón, Leganés i Getafe. Aquesta via, en entrar a Getafe es converteix en la Calle Leganés.

- M-301, carretera que surt de Villaverde, passa per Perales del Río i acaba a San Martín de la Vega.

- Carretera del Cerro de los Ángeles a Perales del Río. És una continuació de la M-406 i comunica el centre de Getafe amb Perales del Río.

#### Transport públic
AutobúsLa ciutat compta amb vuit línies urbanes, vuit línies que connecten amb Madrid, cinc que connecten amb els municipis de Valdemoro, Leganés, Alcorcón, Parla, Serranillos, Casarrubuelos i Griñón, i dues línies nocturnes que connecten amb Madrid. A continuació s'enumeren:
| - L-1: Sector III - Ambulatorio - L-2: Ambulatorio - Sector III - L-3: El Bercial - Avda. Juan de Borbón - L-4: Hospital - Perales del Río - L-5: Avda. España - Cementerio - 428A: Getafe - Área Empresarial Andalucía - Pi-1: Getafe Central - Polig. Ind. Los Ángeles - Polig. Ind. Los Olivos - Pi-2: Getafe Central - Polig. Ind. San Marcos - Polig. Ind. El Lomo - 411: Madrid (Legazpi) - Perales del Río - 441: Madrid (Atocha) - Getafe (Sector III) - 442: Madrid (Atocha) - Getafe (Juan de la Cierva) - 443: Madrid (Embajadores) - Getafe (Barrio de las Margaritas) |  | - 444: Madrid (Embajadores) - Getafe (Sector III) - 446: Madrid (Palos de la Frontera) - Getafe (El Bercial) - 447: Madrid (Legazpi) - Getafe (Hospital) - 448: Madrid (Legazpi) - Getafe (por Villaverde) - 428: Getafe - Valdemoro - 450: Getafe - Leganés - Alcorcón - 455: Getafe - Pinto, 462: Getafe - Parla - 468: Getafe - Griñón - Casarrubuelos - Serranillos - 488: Leganés (San Nicasio) - Getafe (Los Espartales) - N801: Madrid (Atocha) - Getafe (Sector III - Pórtico de Andalucía) - N805: Madrid (Atocha)- Getafe (Centro / Sector III) |

TrenPer Getafe passen dues línies de tren de Cercanías Madrid (RENFE) que travessen el municipi de nord a sud. Aquestes dues línies són: C-3 (estacions: El Casar i Getafe Industrial) i C-4 (estacions: Las Margaritas-Universidad, Getafe Central i Getafe Sector 3). Hi ha un total de cinc estacions, dues d'elles amb intercanviador amb el Metro de Madrid.
MetroDes d'abril de 2003, Getafe compta amb vuit estacions de la línia 12 de la Xarxa de metro de Madrid. Aquestes estacions són: El Bercial, Los Espartales, El Casar, Juan de la Cierva, Getafe Central, Alonso de Mendoza, Conservatorio i Arroyo Culebro. El govern de la Comunitat de Madrid té un projecte d'ampliació de la línia 3 de Metro de Madrid per fer-la arribar A Perales del Río passant per l'estació del Casar.

## Economia

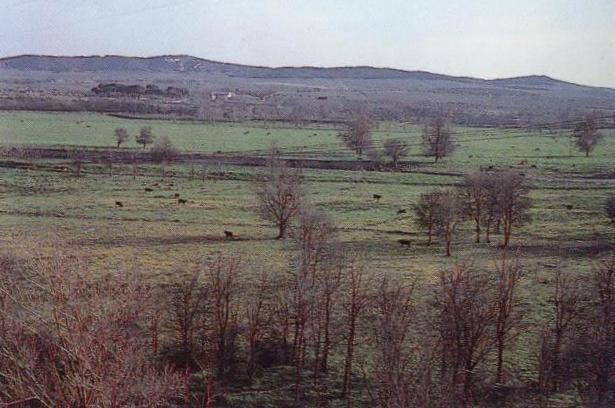
Entorn natural del terme municipal de Getafe, amb els turons de La Marañosa al fons

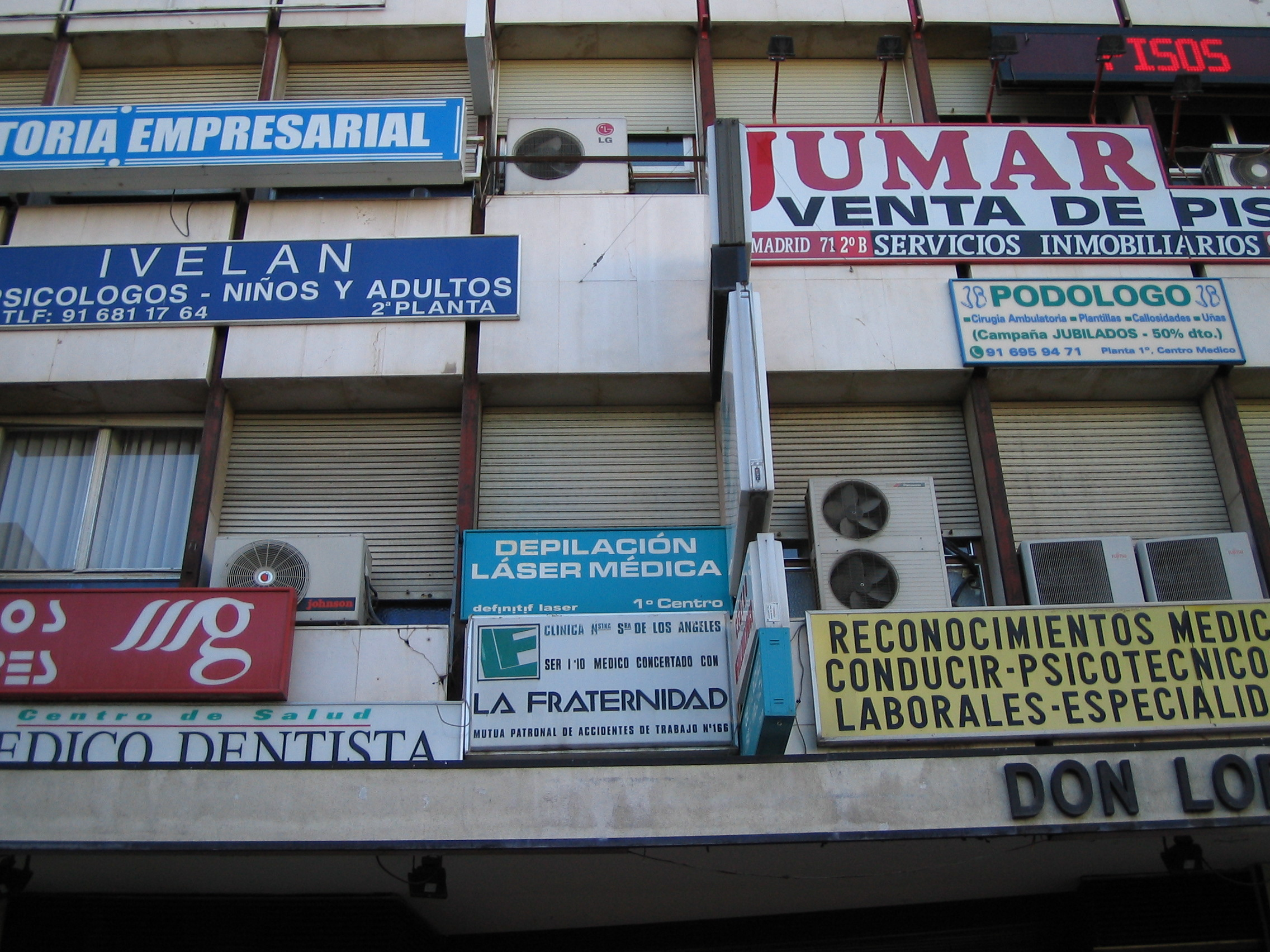
Cèntric edifici ple de botigues

L'economia de Getafe va començar sent principalment agrícola: el sector primari va ser el més important durant gran part de la seva història. A principis del segle xx van aparèixer al municipi les primeres fàbriques, però no va ser fins a la segona meitat d'aquest segle que la indústria va començar a cobrar protagonisme. En la dècada dels 1960 aquesta ja era el principal sector de l'economia local.
Avui dia l'economia getafenca és majorment industrial, ja que la ciutat té cinc polígons industrials, repartits per les zones perifèriques. Després de Madrid, Getafe és la ciutat més industrialitzada de la Comunitat, amb indústries com John Deere, Siemens o Construcciones Aeronáuticas SA entre moltes altres. Pel que fa als tipus d'activitat industrial, la indústria de la ciutat es divideix així: el 34% és metal·lúrgica, el 20% d'alimentació, el 14% de fusta i moble, i el 6% de tèxtil i pell; altres indústries com el paper i les arts gràfiques o la construcció n'ocupen percentatges menors. En el camp de la mineria es poden esmentar unes pedreres en la zona est del terme municipal que s'exploten intensivament.
El sector de serveis va començar a despuntar a finals dels anys noranta amb la creació de nous centres comercials i des lleures, i les noves oficines instal·lades al centre urbà. Actualment aquest sector està en creixement. Els dissabtes al matí hi ha un mercat ambulant en l'aparcament de l'estació de rodalia de Las Margaritas. El pes de l'agricultura en l'economia local es veu ja molt reduït, encara que la zona est del terme municipal conserva bones extensions de cultiu de secà i regadiu. El cultiu predominant és el blat, i hi ha petites extensions d'olivera, vinya i hortes. La ramaderia, cada vegada menys present, encara es conserva en els voltants del Cerro Buenavista i, sobretot, en les pastures pròximes al riu Manzanares.
La renda per capita mitjana dels habitants de Getafe és de 10.000 €, per sota de la mitjana de la Comunitat de Madrid, que és de 12.500 €. Els barris més "rics" són el Sector III i Getafe Norte amb 13.000 € de mitjana, i els més "pobres" la Alhóndiga, Centro i San Isidro amb 9.000 €. En el mes de gener de 2006, la taxa d'atur era del 8,4%, amb una suau tendència a la baixa.

### Compres i lleures

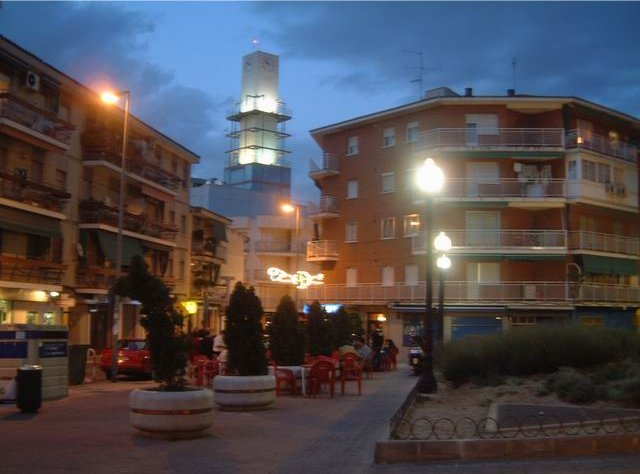
Taules d'un restaurant del centre de Getafe en una nit d'estiu

Getafe és una ciutat per les compres i els lleures; té moltes botigues situades al centre urbà i diversos grans centres comercials i d'oci a les zones més perifèriques. Al centre de Getafe, la zona amb més botigues i comerços és l'eix del Carrer Toledo i el Carrer Madrid, que travessa el municipi de nord a sud. Gran part d'aquest bulevard és destinat als vianants, el que fa més còmode anar de compres a peu. Una altra zona cèntrica molt comercial és l'avinguda de Juan de la Cierva.
Segons hom s'allunya del centre, troba el centre comercial "Getafe 3", situat en el barri del Sector III, que aplega un Alcampo, diversos restaurants i un gran nombre de botigues de roba i calçat. Al barri de Getafe Norte està el "Bulevar", amb un Carrefour, diversos restaurants, set sales de cinema i botigues de roba. El major centre comercial i de lleures de Getafe és el "Nassica", situat en l'Àrea Tecnològica del Sud, amb accés per la M-50, a 5 km del centre urbà. El centre té botigues d'informàtica, mobles, un Factory, 25 restaurants, una bolera, jocs recreatius, un mercadillo permanent i 20 sales de cinema. El barri del Bercial té el centre comercial més nou de la ciutat, de nom "El Bercial". Alberga un El Corte Inglés, un Hipercor i dues cafeteries-restaurant. La zona amb més ambient nocturn és el barri Centro, que aplega la majoria de bars de tapes i discoteques de la ciutat.
Tot i la proximitat amb Madrid, el municipi té dues bones pinedes amb taules, menjadors, barbacoes, camps de futbol i parcs infantils. Aquestes instal·lacions estan preparades per passar una jornada en contacte amb la naturalesa. Una d'elles és el Prado Acedinos, situat al sud del nucli urbà, al que s'arriba per la sortida 16 de l'autovia A-42. L'altre és el Cerro de los Ángeles, al que s'arriba per l'autovia A-4.

### Turisme

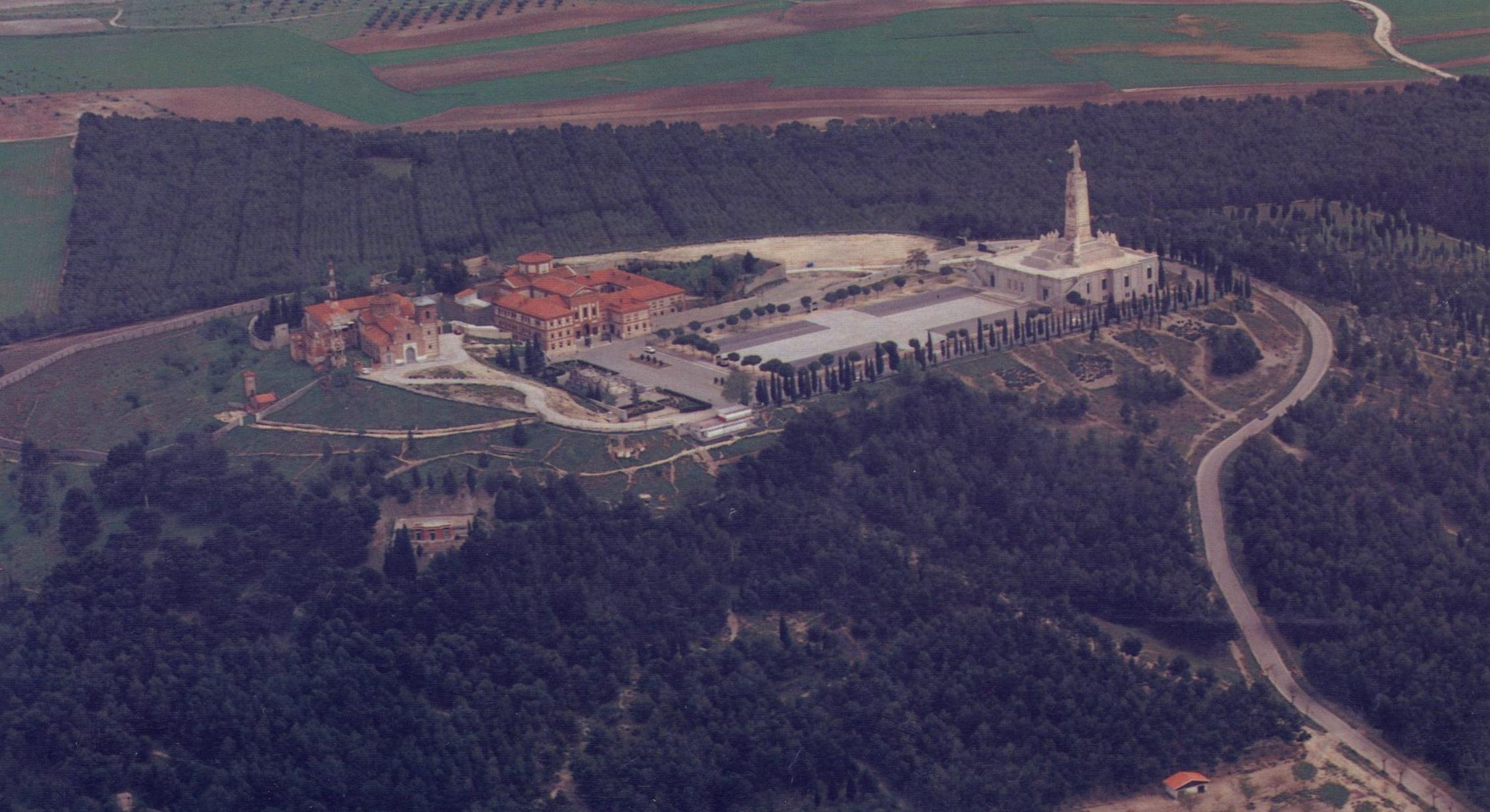
Vista aèria del Cerro de los Ángeles

El turisme està poc desenvolupat en la ciutat, malgrat que el patrimoni històric de Getafe és important. Curiosament, les places hoteleres de la ciutat són nombroses i sovint són molt sol·licitades, a causa del fet que els turistes que visiten Madrid i el centre d'Espanya troben a Getafe una variada oferta hotelera molt propera a la capital.

### Hostaleria
El municipi té dos hostals en el nucli urbà, dos motels, un hotel i un càmping en l'Autovia del Sud (A-4), i dos hotels prop de l'Autovia de Toledo (A-42).
Els dos hotels més cèntrics són: 
- Hotel Carlos III, 3 estrelles
- Hostal Colón, 2 estrelles

En l'Autovia del Sud (A-4) hi ha els següents establiments: 
- Camping Alpha, 2a. categoria
- Motel Los Olivos, 3 estrelles
- Motel Los Ángeles, 3 estrelles
- Hostal Fórmula 1, 1 estrella

Prop de l'Autovia de Toledo (A-42) trobem els següents hotels: 
- Hotel AC, 4 estrelles
- Hotel Hesperia, 4 estrelles
- Hotel Ibis, 2 estrelles

## Cultura
La cultura a Getafe es veu representada per institucions com la Universitat Carles III, el rectorat de la qual i tres facultats d'humanitats i ciències jurídiques es troben a Getafe. Aquesta universitat té un cor i una orquestra guardonats i reconeguts en nombroses ocasions en tot el territori espanyol. El Conservatori Professional de Música de Getafe, que va ser inaugurat el 2000, és el conservatori públic de tota la zona sud de la comunitat. El teatre auditori Federico García Lorca, un dels més grans i importants de la zona sud de la Comunitat de Madrid, va ser inaugurat a la fi dels 1990 i en ell es fan multitud d'obres de teatre i concerts. A més, vuit centres cívics i una sèrie de biblioteques públiques es reparteixen pels diferents barris de Getafe. Al costat de la biblioteca del Sector III es troba el Centre de Poesia José Hierro, un lloc de creació i d'estudi on es poden fer consultes, reunions i activitats formatives, l'objectiu de les quals és recopilar documents i crear un patrimoni literari. En aquest centre hi ha un gran llegat del poeta José Hierro, revistes històriques, una fototeca i una videoteca. El 2005 es va engegar un projecte per construir el Museu de l'Aviació de Getafe, que serà dissenyat pel prestigiós arquitecte Norman Foster.
Prop del 40% dels habitants de Getafe procedeixen de comunitats autònomes diferents de la madrilenya. Part d'aquests col·lectius han creat les Cases Regionals, llocs de trobada on es fan activitats i actes culturals. Algunes d'aquestes Cases Regionals són les d'Extremadura, Castella - la Manxa, la regió de Múrcia, Andalusia i Castella i Lleó.

### Festes
Les festes de la Mare de Déu dels Àngels són 40 dies després del Diumenge de Resurrecció, és a dir, a la fi de maig. Al principi d'aquestes festes es fa una cerimònia religiosa en la qual es baixa la verge del Cerro de los Ángeles i la hi duu en forma de processó, des del Cerro de los Ángeles a la Catedral de Getafe. Durant aquests dies, es munta una fira al recinte firal, es fan nombroses activitats culturals, alguns concerts, unes petites falles, i diverses corregudes de toros.
Durant els dies de Nadal es realitzen diverses activitats culturals, com concerts especials de Nadal, el muntatge d'un gran pessebre murcià en el pati interior de l'Hospitalillo de San José i la cavalcada dels Reis Mags del 5 de gener. També és tradició celebrar el Carnestoltes amb cavalcades de disfresses i actes culturals. Durant la Setmana Santa es realitzen entre dues i quatre processons religioses que surten de diverses esglésies i recorren els carrers de la ciutat.

### Gastronomia
La gastronomia típica de Getafe és molt similar, per no dir igual, a la de Madrid. El clima, els productes del camp i la història han configurat aquesta variada gastronomia. Els plats més representatius són el cocido madrileño, les tripes a la madrilenya, la minestra de cigrons, la truita de patata, el besuc a la madrilenya, la col llombarda i les rosquilles tontas i listas (típiques de Madrid), entre d'altres. Pel que fa als vins, en destaquen els de la Comunitat de Madrid, entre els quals els més famosos són els de San Martín de Valdeiglesias, Arganda del Rey i Navalcarnero. Tant en els grans centres comercials com en els carrers cèntrics de Getafe podem trobar una variada oferta de restaurants. Un dels més luxosos i reconeguts és el de "Las Moreras", situat entre l'estació de tren de Las Margaritas-Universidad i la residència d'estudiants.

## Vilatans il·lustres
Algunes persones famoses que han viscut a Getafe són: 
- Silverio Lanza Juan Bautista Amorós y Vázquez de Figueroa (Madrid, 1856–Getafe, 1912), escriptor. Es va retirar a viure a Getafe el 1887.
- Lorenzo Silva (Madrid, 1966–), escriptor. Va viure a Getafe en tres etapes: 1966-1971, 1985-1993 i des de finals de 1994 fins a la data.[10]
- Alejandro Amenábar (Santiago de Xile, 1972–), director de cinema. Va estudiar intern al col·legi La Inmaculada dels Pares Escolapis de Getafe.[11]
- Alfonso Pérez Muñoz (Getafe, 1972–), jugador de futbol davanter del Betis, del Reial Madrid, del Barça i de la selecció espanyola. Va néixer a Getafe i a aquesta ciutat hi va passar la infància i l'adolescència.
- Víctor Sánchez del Amo (Madrid, 1976–), jugador de futbol del Panathinaikos. Va viure a Getafe durant una temporada de la seva vida.
- Francisco Pavón (Madrid, 1980–), jugador de futbol del Reial Madrid. Actualment viu a Getafe.

## Curiositats
Getafe té una sèrie de curiositats i característiques especials poc comunes en altres municipis. Algunes d'aquestes són les següents: 
- En aquesta localitat (és una tradició, encara que es pot comprovar científicament) es troba el centre geogràfic[12] de la península Ibèrica, situat en el Cerro de los Ángeles.
- Felip II de Castella, durant la segona meitat del segle xvi, va voler establir la capital de l'Imperi Espanyol en un poble situat en el centre de la península Ibèrica. Per això, els seus geògrafs van fer els càlculs necessaris per trobar aquest poble i van deduir que era Madrid. Si aquests càlculs haguessin estat més precisos, avui, la capital d'Espanya podria ser Getafe.
- Gràcies a tenir el rectorat de la Universitat Carles III, Getafe és una "Ciutat Universitària".
- Per raons històriques, hom considera Getafe el "Bressol de l'aviació espanyola".[13]
- A l'illa filipina de Bohol, hi ha un poble pesquer d'uns 26.000 habitants que es diu Jetafe. Aquesta casualitat va fer que l'any 1978 es fes un agermanament entre els dos ajuntaments, com es pot observar en els llaços entre ciutadans que estan a l'ordre del dia.
- A Perales del Río hi habita la major comunitat del planeta de xoriguer petit, una au de la família del falcó.
- Les antípodes de Getafe estan al sud-est de l'Illa del Nord de Nova Zelanda, a 15 km al sud-est de Dannevirke, un poble agrícola.

## Ciutats agermanades
La ciutat de Getafe participa activament en la iniciativa d'agermanament de ciutats promoguda, entre altres institucions, per la Unió Europea.
- Jetafe, Filipines. Aquest protocol d'agermanament es va signar el 16 de novembre del 1990.
- La Daira Djrafia, Sàhara Occidental, Marroc. Aquest protocol d'agermanament es va signar l'11 de juny del 1991 i es va ratificar a març del 2002.
- Guanabacoa, Cuba. Aquest protocol d'agermanament es va signar el 16 de novembre del 1996.

## Vistes panoràmiques

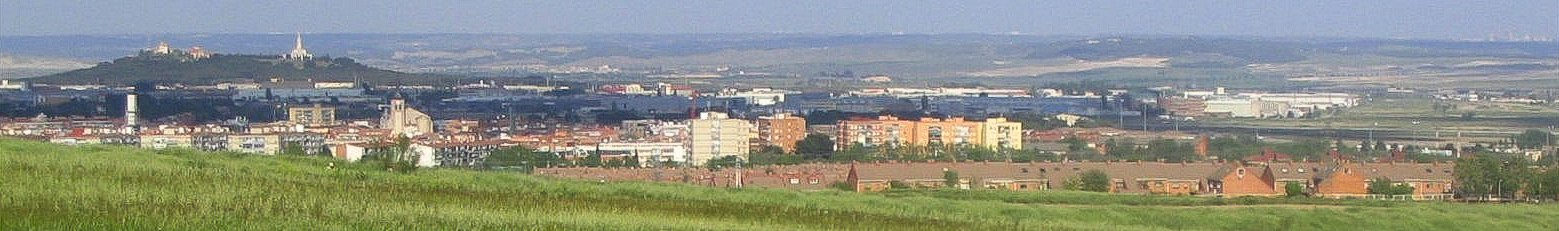
Els barris centrals de Getafe amb el Cerro de los Ángeles com teló de fons. D'esquerra a dreta, es veu la torre de l'ajuntament (una torre blanca), la Catedral de Getafe i habitatges unifamiliars del Sector III. Fotografia presa des del turó Buenavista.

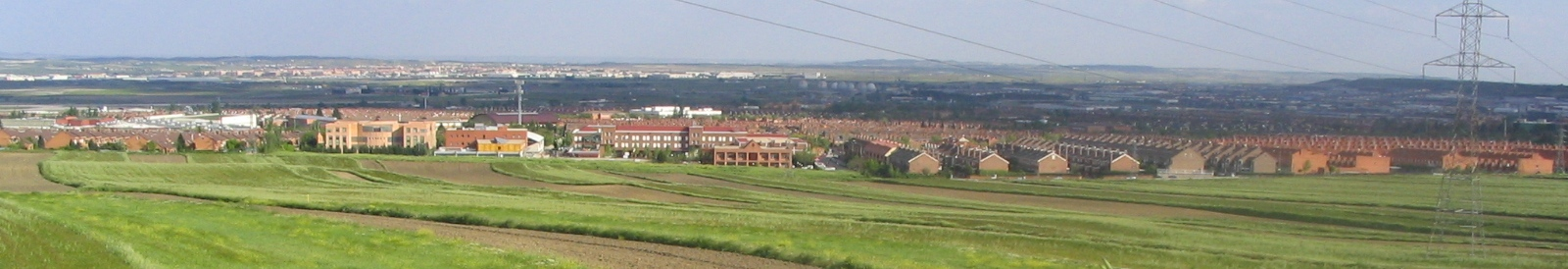
El Sector III vist des del turó Buenavista. Al primer pla s'hi aprecien els jutjats, l'edifici de Correus i el col·legi privat Aristos.

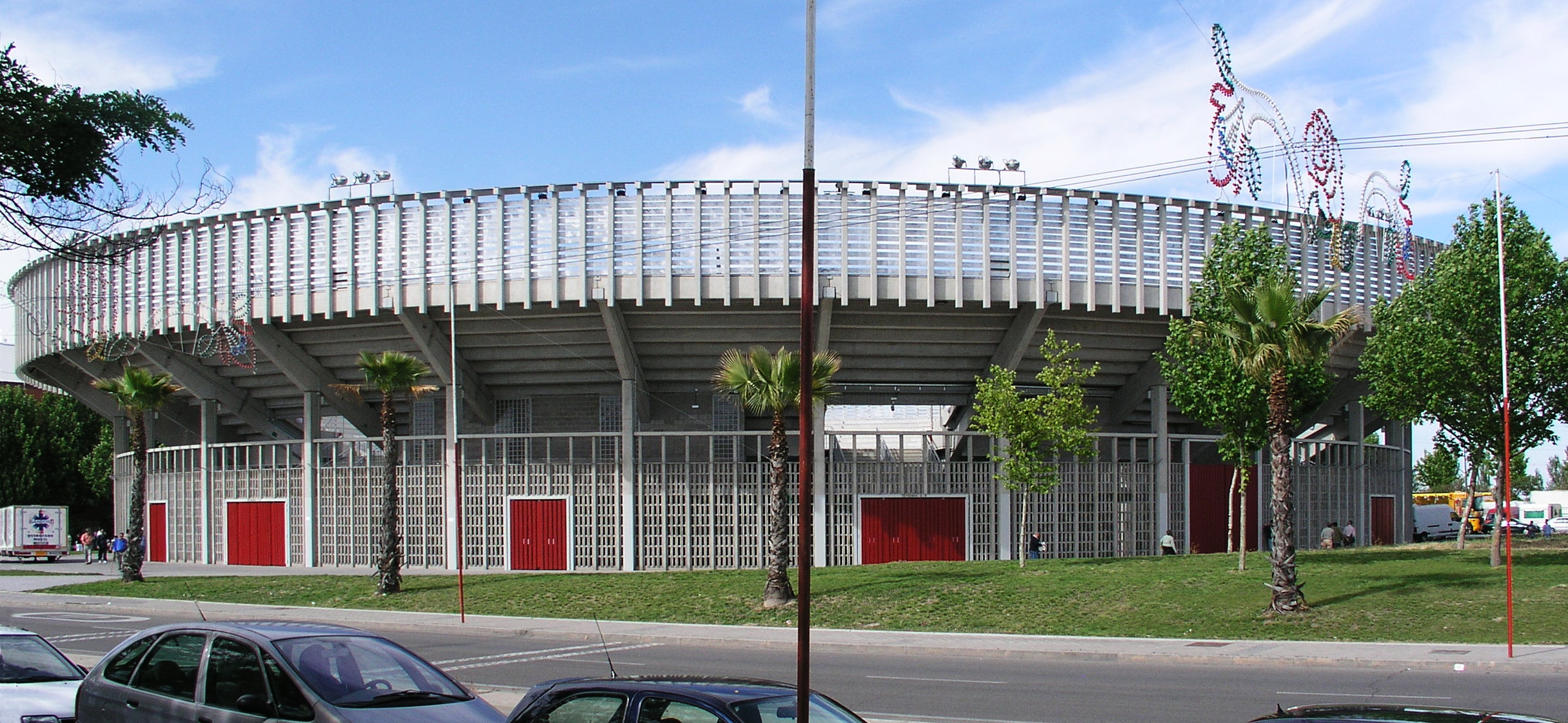
Plaça de toros de Getafe.
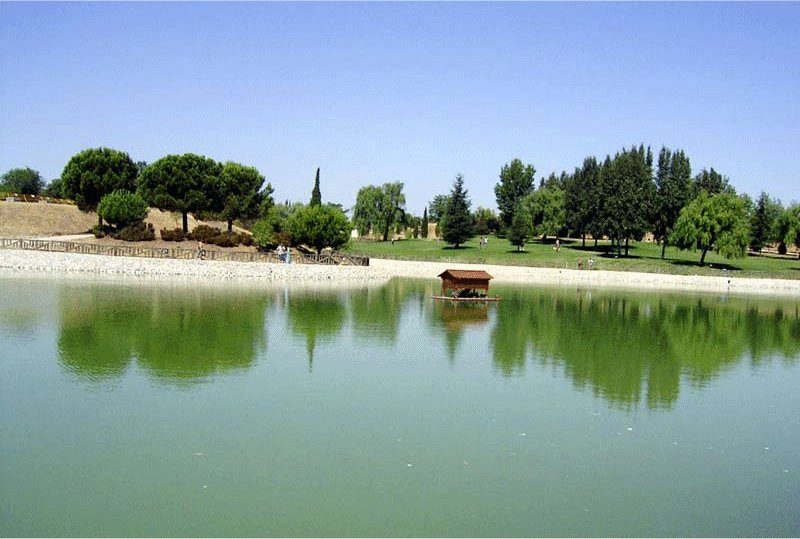
Llac artificial del Parc del Sector III
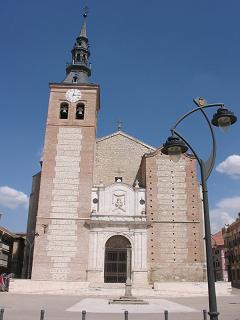
Catedral de Nuestra Señora de La Magdalena amb la seva torre mudèjar
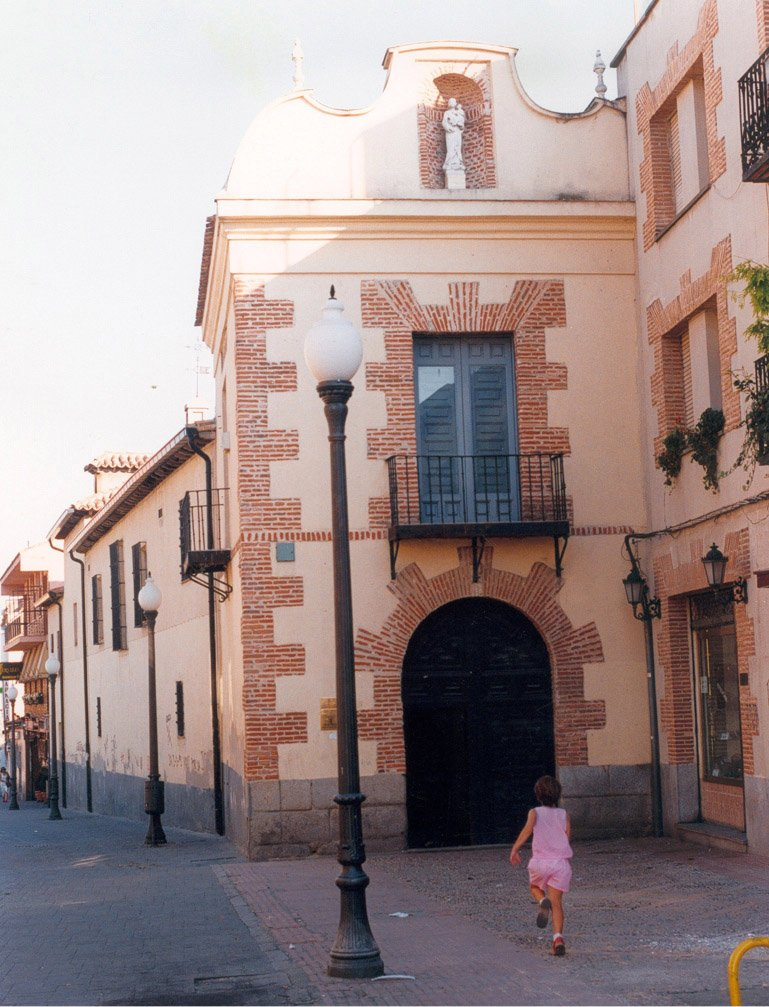
Façana de l'Hospitalillo de San José
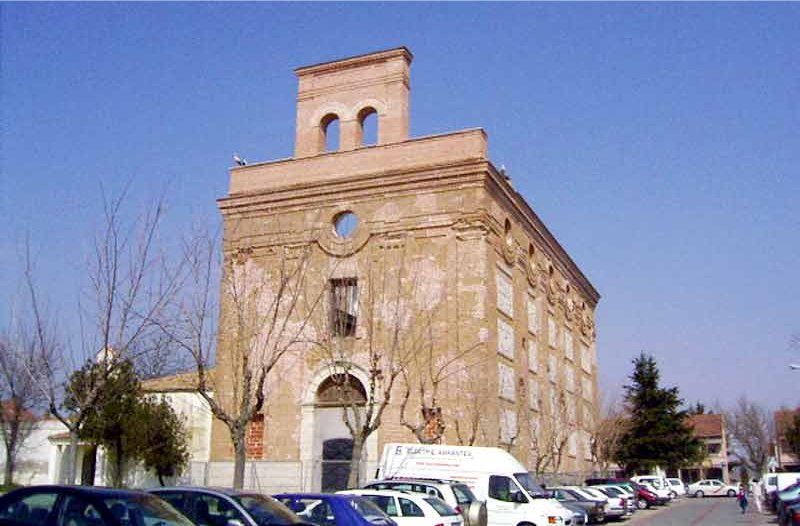
Església de Perales del Río; un dels edificis més antics de la ciutat